# ۱۳ ارباب شوگون
۱۳ ارباب شوگون یا ۱۳ مردِ کاماکورا-دونو (鎌倉殿の13人, Kamakura-dono no Jūsan-nin) یک مجموعه تلویزیونی درام تاریخی ژاپنی یا جیدایگکی با بازی شون اوگوری در نقش هوجو یوشیتوکی است. این سریال شصت و یکمین مجموعه تلویزیونی تایگا ان‌اچ‌کی است. این مجموعه از اواخر دوره هی‌آن تا اوایل دوره کاماکورا را به تصویر می‌کشد.
شوگون‌سالاری کاماکورا توسط میناموتو نو یوریتومو تأسیس شد، اما پسرش میناموتو نو یوری‌ایه، که پس از مرگ میناموتو نو یوریتومو به شوگون تبدیل شد، هنوز نوجوان بود و سیاست دیکتاتوری را اعمال می‌کرد که باعث نارضایتی ملازمان شوگون می‌شد. به منظور سرکوب این دیکتاتوری، سیستم شورای ۱۳ نفره با مرکزیت خاندان هوجو ایجاد شد. یکی از ۱۳ عضو سیستم شورا، هوجو یوشیتوکی، شخصیت اصلی درام تایگا «۱۳ مرد کاماکورا-دونو» است. پس از مرگ یوریتومو، سیستم شورای ۱۳ نفره که در ابتدای تشکیل از تسلط یوریتومو بر کشور حمایت کردند، درگیر اختلافات شدید داخلی شدند. در میان آنها، کسی که تا پایان زنده ماند و در نهایت قدرت را به دست گرفت، جوانترین آنها، هوجو یوشیتوکی بود. داستان نشان می‌دهد که چگونه یوشیتوکی، دومین نایب‌السلطنه که همه چیز را از یوریتومو آموخت و دنیای سامورایی‌ها را تأسیس کرد، چگونه به اوج جهان سامورایی رسید. زمانی که سومین شوگون میناموتو نو سانه‌تومو درگذشت و مشروعیت حاکمیت خاندان میناموتو به پایان رسید، خاندان هوجو به بالاترین سطح شوگون‌سالاری کاماکورا رسید. در پایتخت، امپراتور گوتوبا ارتشی را برای انقیاد یوشیتوکی تشکیل داد و می‌خواست قدرت دربار امپراتوری را مانند دوران‌های قبل بازگرداند. سرانجام امپراتور و نیروهای شوگون‌سالاری کاماکورا در جنگ جوکیو در مقابل هم قرار گرفتند که به شکست امپراتور منجر شد.

## بازیگران

### نقش اصلی
- شون اوگوری در نقش هوجو یوشیتوکی. کوکی میتانی به شباهت‌هایی بین او و مایکل کورلئونه اشاره کرده است.[۳][۴]

### خاندان هوجو
- ایکو کویکه در نقش هوجو ماساکو، ناخواهری (جدا از طرف مادر) بزرگتر، هوجو یوشیتوکی
- باندو یاجیرو در نقش هوجو توکیماسا، پدر یوشیتوکی
- ریه میازاوا در نقش ماکی نو کاتا، نامادری یوشیتوکی
- کاتااوکا آنی‌اوسوکه (ششم) در نقش هوجو مونه‌توکی، برادر تنی بزرگتر یوشیتوکی
- اما میازاوا در نقش آوا نو تسوبونه، خواهر تنی کوچکتر یوشیتوکی
- کنتارو ساکاگوچی در نقش هوجو یاسوتوکی، پسر یوشیتوکی و یائه
- موموکو فوکوچی در نقش هاتسو، همسر دیگر یوشیتوکی
- کوجی ستو در نقش هوجو توکیفوسا، برادر کوچکتر یوشیتوکی
- مایو هوتا در نقش، هینا یا هیمه نو مائه همسر دوم یوشیتوکی
- تاکه رو نیشیموتو در نقش هوجو توموتوکی، پسر یوشیتوکی و هینا
- رینکو کیکوچی در نقش نوئه، با نام مستعار ایگا نو کاتا، همسر سوم یوشیتوکی
- تایسوکه نی هارا در نقش هوجو ماسامورا، پسر یوشیتوکی و نوئه
- تسوباسا ناکاگاوا در نقش هوجو ماتسونوری برادر ناتنی یوشیتوکی
- ریکاگو یاگی در نقش کیکو خواهر ناتنی یوشیتوکی
- ایچیکا اوساکی در نقش آکی خواهر ناتنی یوشیتوکی
- هیروکی تاکاگیشی در نقش نیتا تاداتسونه

### خاندان میناموتو
- یو اوایزومی در نقش میناموتو نو یوریتومو، همسر ماساکو و نخستین شوگون از شوگون‌سالاری کاماکورا.
- ماساکی سودا در نقش میناموتو نو یوشی‌تسونه، برادر کوچکتر یوریتومو
- سو کاکو در نقش بنکی
- شیزوکا ایشیباشی در نقش شیزوکا گوزن، معشوقه
- توکو میئورا در نقش ساتو، همسر یوریتومو
- دای‌ایچی کانه‌کو در نقش میناموتو نو یوری‌ایه، دومین شوگون
- کاسومی یامایا در نقش لیدی واکاسا معشوقه یوری‌ایه
- سوتا آیزاوا در نقش میناموتو نو ایچیمان
- هایاتو کاکیزاوا در نقش میناموتو نو سانه‌تومو، سومین شوگون
- سارا می‌نامی در نقش اوهیمه
- کان ایچیرو در نقش کوگیو (راهب)، عموماً شناخته شده در نقش کوگیو.
- تاکایا ساکودا در نقش میناموتو نو نوری‌یوری
- شینیا نی ایرو در نقش آنو زنجو
- ته‌تا سوگیموتو در نقش میناموتو نو یوکی‌ایه
- نوریکو اگوچی در نقش کامه

شیناگو
- مونتاکا آئوکی در نقش میناموتو نو یوشیناکا
- سایاکا آکیموتو در نقش توموئه گوزن
- یو میچیدا در نقش ایمای کانه‌هیرا

کای
- نوریتو یاشیما در نقش تاکدا نوبویوشی (۱۱۸۶–۱۱۲۸)
- کو مائه هارا در نقش ایچیجو تادایوری پسر نوبوبوشی

اعضای سیستم شورای سیزده نفره
1. ایکو کویکه در نقش هوجو یوشیتوکی
2. باندو یاجیرو در نقش هوجو توکیماسا
3. جیرو ساتو (بازیگر) در نقش هیکی یوشیکازو
4. ایجی یوکوتا در نقش وادا یوشیموری
5. ناکامورا شیدو (دوم) در نقش کاجیوارا کاگه‌توکی
6. یوشیرو اونو در نقش آداچی توئوموتو
7. هایاتو ایچیهارا در نقش هاتا توموایه ja:八田知家
8. یوشیهیرو نوزوئه در نقش آداچی موریناگا
9. هیده‌ئو کوریهارا در نقش اوئه نو هیروموتو
10. جون یا کاواشیما در نقش ناکاهارا نو چیکایوشی
11. بی-ساکو ساتو در نقش میئورا یوشیزومی ja:三浦義澄
12. ایسائو نوناکا در نقش نیکایدو یوکیماسا
13. تاکاشی کوبایاشی در نقش میوشی نو یاسونوبو

### سامورایی‌های شرقی دیگر و خانواده‌هایشان
ساگامی
- کوجی یاماموتو در نقش میئورا یوشیمورا (پسر خاله یوشیتوکی)
- تاتسویا کیشیدا در نقش میئورا تانه یوشی
- جون کونیمورا در نقش اوبا کاگه‌چیکا
- کنجی آنان در نقش دوی سانه‌هیرا
- سوئون کان در نقش ساساکی هیده‌یوشی
- تسویوشی میته را در نقش ساساکی تاکاتسونا
- هیرو آکی هیراتا در نقش ساتاکه یوشیماس
- رییا ماساکی در نقش کاجیوارا کاگه‌سوئه
- ایشین در نقش آساهینا یوشیهیده

ایزو
- ترونوسکه تاکزای در نقش ایتو سوکه‌چیکا (دختر او همسر هوجو توکیماسا و مادر سه فرزند او یوشیتوکی و خواهر و برادر او است)
- یوئی اراگاکی در نقش یائه، اولین همسر یوریتومو و نخستین همسر یوشیتوکی
- ذن کاجیهارا در نقش زنجی در خدمت ایتو سوکه‌چیکا، یک قاتل
- چیهیرو یاماموتو در نقش تو
- یوشی‌یوکی تسوبوکورا (واگایا) در نقش کودو سوکه‌تسونه
- تاکاتو یون‌موتو در نقش کودو شیگه‌میتسو
- یوشی‌یوکی یاماگوچی در نقش کاوازو سوکه‌یاسو
- کازویا تانابه در نقش سوگا سوکه‌ناری
- شونسوکه تاناکا در نقش سوگا توکیمونه

موساشی
- تایشی ناکاگاوا در نقش هاتاکه‌یاما شیگه‌تادا
- رایرو سوگیتا در نقش هاتاکه‌یاما شیگه‌یاسو
- ماتسوکو کوسابوئه در نقش هیکه نو آما

بوسو
- کویچی ساتو در نقش کازوسا هیروتسونه

آوا
- مانابو اینو در نقش آنزای کاگه‌ماسو

دیگران
- موتوهیرو نی اینا در نقش آداچی کاگه‌موری
- ناریتادا نیشیمورا در نقش اوگاساوارا ناگاتسونه

### دربار امپراتوری
- توشی‌یوکی نیشیدا در نقش امپراتور گوشیراکاوا، هفتاد و هفتمین امپراتور ژاپن
- اونوسه ماتسویای دوم در نقش امپراتور گو-توبا، که آغازگر شورش جوکیو بود
- توما ایکوتا در نقش میناموتو نو ناکاآکیرا
- کیوکا سوزوکی در نقش تانگو نو تسوبون
- توشیهیرو یاشیبا در نقش تایرا نو تومویاسو
- سوبارو کیمورا در نقش شاهزاده موچی‌هیتو
- تورو شیناگاوا در نقش میناموتو نو یوریماسا
- چیسا آیزاوا در نقش امپراتور آنتوکو
- نائوکی تاناکا (کمدین) در نقش فوجیوارا نو کانه‌زانه
- کازوناری موراکامی در نقش توسانوبو شوشون
- توموکازو سکی در نقش میناموتو نو میچیچیکا
- ایوری کوشیدا در نقش کوجو یوریتسونه

### خاندان تایرا
- کن ماتسودایرا در نقش تایرا نو کیوموری
- کیوکو اوتانی در نقش تایرا نو توکیکو
- کوتارو کویزومی در نقش تایرا نو مونه‌موری
- شوگو هاما در نقش تایرا نو کوره‌موری
- کایشی ایوائو در نقش تایرا نو توموموری

### فوجیوارای شمالی
- مین تاناکا در نقش فوجیوارا نو هیده‌هیرا
- هیروشی یاماموتو در نقش فوجیوارا نو یاسوهیرا

### دیگران
- ایچیکاوا انوسوکه چهارم در نقش مونگاکو
- کازویوکی آجیما در نقش اونکی
- کن‌ایچی اوگاتا (صداپیشه) در نقش کاهن اعظم گانجوجو-این.
- کوئیچی یامادرا در نقش جیئن
- شینوبو اوتاکه در نقش یک میکو
- سایاکا ایسویاما در نقش ساتسوکی
- جون ماتسوموتو در نقش توکوگاوا ایه‌یاسو

## خلاصه

### قسمت یکم
| شماره اپیزود | نام ژاپنی            | تلفظ            | ترجمه به فارسی         | نام کارگردان   | تاریخ پخش اصلی | امتیاز |
| ------------ | -------------------- | --------------- | ---------------------- | -------------- | -------------- | ------ |
| قسمت اول     | (大いなる小競り合い) | Ōinaru Kozeriai | بزرگ شدن اختلافات کوچک | ترویوکی یوشیدا | ۹ ژانویه ۲۰۲۲  | ۱۷٫۳٪  |

در سال ۱۱۷۵ در پایان دوره هی‌آن، خاندان تایرا (خاندان هیکه) در پایتخت در اوج شکوفایی بودند و حتی در ایزو، خاندان ایتو، خاندان قدرتمندی از خاندان تایرا، قدرت را در دست داشتند. در طی یک ضیافت برای جشن بازگشت هوجو توکیماسا، رئیس خاندان هوجو، یک خاندان کوچک حاکم در ایزو، از کیوتو پس از انجام وظیفه خود به عنوان اوبانیاکو، پسر دوم توکیماسا، هوجو یوشیتوکی، از برادر بزرگترش هوجو مونه‌توکی می‌شنود که میناموتو نو یوریتومو که در تبعید است در عمارت هوجو پنهان شده است. میناموتو نو یوریتومو، یکی از نوادگان شاخه اصلی خاندان میناموتو، پس از شکست پدرش، میناموتو نو یوشیتومو، از خاندان به رهبری تایرا نو کیوموری (شورش هیجی)، به ایزو تبعید شد، اما زمانی که نگهبان و سرپرست او، ایتو سوکه‌چیکا، در کیوتو بود. میناموتو نو یوریتومو با دخترش یائه هیمه رابطه نامشروع برقرار کرده و یائه هیمه پسری از این رابطه به نام سنتسوروگوزن به دنیا می‌آورد. وقتی پدر یائه هیمه، ایتو سوکه‌چیکا پس از یک مأموریت سه ساله، از کیوتو برمی‌گردد، از این موضوع عصبانی شده و به دنبال پیدا کردن یوریتومو است که از عمارت او گریخته است. موریتومو با کمک پسر دوم ایتو سوکه‌چیکا، به نام ایتو سوکه‌کیو ja:伊東祐清 و هوجو مونه‌توکی، به عمارت هوجو گریخته و در آنجا پنهان می‌شود.

### قسمت دوم
| شماره اپیزود | نام ژاپنی  | تلفظ              | ترجمه به فارسی  | نام کارگردان   | تاریخ پخش اصلی | امتیاز |
| ------------ | ---------- | ----------------- | --------------- | -------------- | -------------- | ------ |
| قسمت دوم     | (佐殿の腹) | Suke-dono no Hara | حرف دل سوکه‌دونو | ترویوکی یوشیدا | ۱۶ ژانویه ۲۰۲۲ | ۱۴٫۷٪  |

یوشیتوکی که هیچ علاقه ای به جنگ و سیاست نداشت، تحت تأثیر هوجو مونه‌توکی که نمی‌توانست ظلم خاندان تایرا را تحمل کند، تصمیم به تشکیل ارتش برای حمایت از میناموتو نو یوریتومو (سوکه‌دونو) گرفت همچنین خواهرش ماساکو که در نگاه اول عاشق یوریتومو شده بود، به جنگ در برابر خاندان تایرا (خاندان هیکه) کشیده شد. ایتو سوکه‌چیکا به ملازم خود «زن-جی» (قاتل حرفه‌ای) دستور می‌دهد که پسر یوریتومو و یائه، سنتسوروگوزن (سنتسورومارو) را بکشد. «زن-جی» سنتسوروگوزن را در رودخانه غرق می‌کند سپس سامورایی‌های ایتو سوکه‌چیکا یوریتومو را در عمارت هوجو محاصره می‌کنند، اما او با میانجیگری اوبا کاگه‌چیکا، یک خاندان قدرتمند از ساگامی، با خاندان هوجو صلح می‌کند. در نتیجه این واقعه، تصمیم گرفته شد که خاندان هوجو از یوریتومو مراقبت کنند، اما یوشیتوکی نمی‌تواند نیت واقعی یوریتومو را درک کند و به یوریتومو که پس از رابطه با یائه هیمه (دختر سوکه‌چیکا) به عشق ماساکو متمایل شده بود، بی‌اعتماد بود. با این حال، هنگامی که او از یوریتومو در مورد نیت واقعی خود می‌شنود، «با پشتوانه خاندان هوجو ارتشی را تشکیل می‌دهم، خاندان تایرا را سرنگون می‌کنم و این جهان را به حالت ایدئال خود بازمی‌گردانم»، تحت تأثیر او قرار می‌گیرد.

### قسمت سوم
| شماره اپیزود | نام ژاپنی      | تلفظ                 | ترجمه به فارسی      | نام کارگردان | تاریخ پخش اصلی | امتیاز |
| ------------ | -------------- | -------------------- | ------------------- | ------------ | -------------- | ------ |
| قسمت سوم     | (挙兵は慎重に) | Kyohei wa Shinchō ni | تشکیل محتاطانه ارتش | سو سوئنناگا  | ۲۳ ژانویه ۲۰۲۲ | ۱۶٫۲٪  |

در پایتخت کیوتو، یک حادثه بزرگ رخ می‌دهد که در آن تایرا نو کیوموری، رهبر خاندان هیکه، امپراتور گوشیراکاوا (تغییر سیاسی سال سوم جیشو) را زندانی می‌کند و پسر او شاهزاده موچی‌هیتو از حق سلطنت محروم می‌شود. در همین حال، در خاندان هوجو، ماساکو همسر قانونی یوریتومو به همراه دختر بزرگ آنها، اوهیمه، زندگی آرامی را می‌گذرانند. در همین زمان، یوشیتوکی به دلیل شخصیت صادقانه اش مورد اعتماد یوریتومو قرار گرفت و به یکی از معدود افرادی تبدیل شد که یوریتومو می‌توانست با او احساسات واقعی خود را مطرح کند. تقریباً در همان زمان، زمانی که سومین پسر امپراتور، شاهزاده موچی‌هیتو به همراه میناموتو نو یوریماسا ارتشی را برای سرنگونی خاندان هیکه (شورش شاهزاده موچی‌هیتو) تشکیل داد، عموی یوریتومو، میناموتو نو یوکی‌ایه، فرمان شاهزاده موچی‌هیتو را ارائه کرد. با این حال، این شورش به سرعت سرکوب شد و قدرت خاندان هیکه در ایزو نیز تقویت شد.

### قسمت چهارم
| شماره اپیزود | نام ژاپنی    | تلفظ        | ترجمه به فارسی | نام کارگردان | تاریخ پخش اصلی | امتیاز |
| ------------ | ------------ | ----------- | -------------- | ------------ | -------------- | ------ |
| قسمت چهارم   | (矢のゆくえ) | Ya no Yukue | مقصد تیر       | سو سوئنناگا  | ۳۰ ژانویه ۲۰۲۲ | ۱۵٫۴٪  |

یوریتومو از گزارش میوشی یاسونوبو در کیوتو فهمید که در خطر است و پس از متقاعد شدن توسط مونتوکی، یوشیتوکی و ماساکو، تصمیم گرفت برای سرنگونی خاندان هیکه ارتش تشکیل دهد. پس از آن، یوریتومو متحدان خود را در مبارزات یوشیتوکی جمع کرد و به همراه پدرزنش توکیماسا، میئورا یوشیزومی، دویی سانه‌هیرا ja:土肥実平، ساساکی هیده‌یوشی و سایر خاندان‌های قدرتمند منطقه، ارتشی را تشکیل داد. او یاماکی کانه‌تاکا و نگهبانش نوبوئن را شکست داد.

### قسمت پنجم
| شماره اپیزود | نام ژاپنی    | تلفظ              | ترجمه به فارسی | نام کارگردان   | تاریخ پخش اصلی | امتیاز |
| ------------ | ------------ | ----------------- | -------------- | -------------- | -------------- | ------ |
| قسمت پنجم    | (兄との約束) | Ani tono Yakusoku | پیمان با برادر | ترویوکی یوشیدا | ۶ فوریه ۲۰۲۲   | ۱۳٫۴٪  |

تسوسومی، قلمرو توموچیکا ناکاهارا را تصرف کرد و اعلام کرد که بخش شرقی ژاپن را در اختیار دارد و آن را اداره خواهد کرد. با این حال، در نبرد بعدی، به دلیل بالا آمدن آب رود ساکاوا، نتوانستند با ارتش میئورا که به آنها تکیه کرده بودند، بپیوندند اما ارتش ایتو و ارتش بزرگی متشکل از خاندان‌های قدرتمند ساگامی وابسته به خاندان تایرا (هیکه) متحد شدند. از جمله اوبا کاگه‌چیکا، یامائوچی تسونه‌توشی و کاجیوارا کاگه‌توکی که در نبرد ایشی‌باشی‌یاما توانستند یوریتومو را شکست دهند. در حالی که برادر بزرگتر یوشیتوکی؛ هوجو مونه‌توکی ja:北条宗時 در هنگامی که در آخرین بار قبل از مرگ با برادرش یوشیتوکی گفتگو می‌کرد، به یوشیتوکی از آرزوی واقعی خود می‌گوید: «دنیایی از سامورایی‌های باندو (منظور از باندو منطقه کانتو امروزی است) را ایجاد می‌کنیم و خاندان هوجو در رأس آن خواهد ایستاد.» اما هم هوجو مونه‌توکی و هم کودو شیگه‌میتسو توسط زن-جی که به فرمان ایتو سوکه‌چیکا عمل می‌کرد کشته شدند. یوشیتوکی از مرگ مونه‌توکی با خبر می‌شود و توکیماسا او را به هوجو می‌سپارد و تصمیم می‌گیرد وصیت برادرش را ادامه دهد.

### قسمت ششم
| شماره اپیزود | نام ژاپنی    | تلفظ          | ترجمه به فارسی | نام کارگردان | تاریخ پخش اصلی | امتیاز |
| ------------ | ------------ | ------------- | -------------- | ------------ | -------------- | ------ |
| قسمت ششم     | (悪い知らせ) | Warui Shirase | خبر بد         | کیتا هوساکا  | ۱۳ فوریه ۲۰۲۲  | ۱۳٫۷٪  |

در سال ۱۱۸۰، یوریتومو که توسط آسمان محافظت می‌شد همراه با کاجیوارا کاگه‌توکی، از شبه‌جزیره مانازورو از طریق دریا به ولایت آوا (چیبا) گریخت و به آنزای کاگه‌ماسو پناه برد. او قصد خود را برای قیام دوباره در برابر سامورایی‌های باندو که به او پیوسته بودند اعلام کرد و آداچی موریناگا را به برای متحد کردن چیبا تسونه‌تانه، یک خاندان قدرتمند از ولایت شیموسا فرستاد. به دستور یوریتومو، یوشیتوکی و وادا یوشیموری به سمت ولایت کازوسا (استان چیبا امروزی) رفتند و کازوسا هیروتسونه را متقاعد کردند تا با یوریتومو متحد شود. کازوسا هیروتسونه از اینکه یوریتومو بخت بلندی در فرار داشته و همچنین سرسختی یوشیتوکی در متقاعد کردن خودش خوشش آمد و ارتش بزرگی را برای پیوستن به یوریتومو رهبری کرد.

### قسمت هفتم
| شماره اپیزود | نام ژاپنی        | تلفظ            | ترجمه به فارسی   | نام کارگردان | تاریخ پخش اصلی | امتیاز |
| ------------ | ---------------- | --------------- | ---------------- | ------------ | -------------- | ------ |
| قسمت هفتم    | (敵か、あるいは) | Teki ka, Aruiwa | دشمن یا غیر دشمن | سو سوئنناگا  | ۲۰ فوریه ۲۰۲۲  | ۱۴٫۴٪  |

ارتش یوریتومو با اضافه شدن هیروتسونه شتاب بیشتری به دست آورد و همچنین متحدانی از جمله هاتاکه‌یاما شیگه‌تادا که به موساشی پیوسته بود و عضوی از خاندان تایرا بود به دست آورد. تقریباً در همان زمان، یوشیتوکی و پدرش توکیماسا موفق شدند خاندان کای‌ گنجی و تاکدا نوبویوشی را متقاعد کنند و به خاندان هوجو نیز نقش پیوند دادن سامورایی‌های باندو و یوریتومو سپرده شد. پس از آن، یوریتومو با ارتش بزرگی متشکل از ۳۰٬۰۰۰ مرد وارد کاماکورا شد، به ماساکو و دیگرانی که به معبد ایزوسان پناه برده بودند، پیوست و شروع به ساختن کاخ اوکورا گوشو کرد که به پایگاه حکومت او تبدیل می‌شد. در همین حین، عمارت ایتو مورد حمله نیروهای وادا و هاتاکه‌یاما شیگه‌تادا قرار می‌گیرد و همسر یائه هیمه که از یائه محافظت می‌کرد، توسط زن-جی ملازم پدر یائه کشته می‌شود.

### قسمت هشتم
| شماره اپیزود | نام ژاپنی    | تلفظ          | ترجمه به فارسی       | نام کارگردان   | تاریخ پخش اصلی | امتیاز |
| ------------ | ------------ | ------------- | -------------------- | -------------- | -------------- | ------ |
| قسمت هشتم    | (いざ、鎌倉) | Iza, Kamakura | الان وقتشه، کاماکورا | ترویوکی یوشیدا | ۲۷ فوریه ۲۰۲۲  | ۱۳٫۷٪  |

یوشیتوکی از پدر یائه می‌خواهد که تسلیم شود و یائه، زنی که قبلاً دوستش داشت را نجات می‌دهد. با این حال، در این زمان، ارتش بزرگی از خاندان تایرا، به سرپرستی نوه کیوموری، تایرا نو کوره‌موری، در حال نزدیک شدن به کاماکورا بودند. یوریتومو به همراه هموطنش نوبویوشی به ولایت سوروگا رفت تا به آنها حمله کند، نبرد فوجیگاوا انجام شد. یوریتومو که این را یک فرصت دید، به سامورایی‌های باندو دستور داد تا ارتش خاندان تایرا را تعقیب کنند. وقتی برادر کوچکترش میناموتو نو یوشی‌تسونه (کورو/کورو-دونو) از هیراایزومی، ایواته به نزد او شتافت، یوریتومو گریه کرد و از ملاقات با او خوشحال شد.

### قسمت نهم
| شماره اپیزود | نام ژاپنی  | تلفظ          | ترجمه به فارسی | نام کارگردان | تاریخ پخش اصلی | امتیاز |
| ------------ | ---------- | ------------- | -------------- | ------------ | -------------- | ------ |
| قسمت نهم     | (決戦前夜) | Kessen Zen'ya | شب قبل از نبرد | کیتا هوساکا  | ۶ مارس ۲۰۲۲    | ۱۴٫۰٪  |

یوریتومو در این نبرد یک پیروزی قاطع به دست آورد و اوبا کاگه‌چیکا را که اسیر شده بود گردن زد، یوشیماسا ساتاکه یوشیماسا ja:佐竹義政 را که به خاندان تایرا (نبرد قلعه کانسا) متصل بود، تحت سلطه خود درآورد و پایگاه قدرت سامورایی‌های باندو (امروزه منطقه کانتو) را تثبیت کرد. تقریباً در این زمان، یوشیتوکی توسط یوریتومو به خاطر دستاوردهای گذشته مورد تقدیر قرار گرفت و «قلمرو اما» را دریافت کرد، نام «اما کوشیرو» را به خود گرفت. علاوه بر این، یوریتومو که وارد کاخ اوکورا باکوفو شد، خود را کاماکورا-دونو (ارباب کاماکورا) نامید و سامورایی‌های باندو که در کنار یوریتومو بودند نیز گوکه‌نین نامیده شدند.

### قسمت دهم
| شماره اپیزود | نام ژاپنی      | تلفظ               | ترجمه به فارسی       | نام کارگردان | تاریخ پخش اصلی | امتیاز |
| ------------ | -------------- | ------------------ | -------------------- | ------------ | -------------- | ------ |
| قسمت دهم     | (根拠なき自信) | Konkyo naki Jishin | اعتماد به نفس بی‌اساس | دایسوکه آندو | ۱۳ مارس ۲۰۲۲   | ۱۳٫۶٪  |

کیوموری بر اثر بیماری در کیوتو درگذشت و پسرش تایرا نو مونه‌موری جانشین او شد. وقتی یوریتومو این خبر را شنید، بار دیگر در مقابل برادران کوچکترش که در جریان شورش هیجی از هم جدا شده بودند، اعلام کرد که خاندان تایرا را شکست خواهد داد. با این حال، یکی از برادران کوچکتر، که به هوش میناموتو نو یوشی‌تسونه حسادت می‌کرد، اغوا شد تا با عمویش میناموتو نو یوکی‌ایه از کاماکورا به اُواری برود، جایی که او توسط موریتسونا هیراماتسونا در رود سوماتا (نبرد رود سوماتا) کشته شد.

### قسمت یازدهم
| شماره اپیزود | نام ژاپنی      | تلفظ             | ترجمه به فارسی | نام کارگردان   | تاریخ پخش اصلی | امتیاز |
| ------------ | -------------- | ---------------- | -------------- | -------------- | -------------- | ------ |
| قسمت یازدهم  | (許されざる嘘) | Yurusarezaru Uso | دروغ نابخشودنی | ترویوکی یوشیدا | ۲۰ مارس ۲۰۲۲   | ۱۳٫۵٪  |

از سوی دیگر، وقتی ماساکو دومین فرزندش را باردار می‌شود، یوریتومو که خواهان یک پسر قانونی است، پدر و پسر، سوکه‌چیکا و ایتو سوکه‌کیو را عفو می‌کند. او به فال برادر کوچکترش، آنو زنجو، معتقد است که کینه سنتسوروگوزن که به دستور پدربزرگش کشته شده، مانع از تولد یک پسر مشروع خواهد شد. او به کاگه‌توکی که از کاگه‌چیکا جدا شده بود و رئیس دفتر سامورایی‌ها شده بود دستور داد تا ایتو و پسرش را ترور کند. پس از آن، ماساکو با خیال راحت پسر بزرگش، «مانجو» (میناموتو نو یوری‌ایه) را به دنیا می‌آورد.

### قسمت دوازدهم
| شماره اپیزود | نام ژاپنی    | تلفظ              | ترجمه به فارسی     | نام کارگردان | تاریخ پخش اصلی | امتیاز |
| ------------ | ------------ | ----------------- | ------------------ | ------------ | -------------- | ------ |
| قسمت دوازدهم | (亀の前事件) | Kame-no-mae Jiken | حادثه کامه نو مائه | سو سوئنناگا  | ۲۷ مارس ۲۰۲۲   | ۱۳٫۱٪  |

تصمیم گرفته می‌شود که هیکه یوشیکازو به عنوان دایه خدمت کند، اما نامادری ماساکو، ریکو، که به پیشرفت ماساکو حسادت می‌کند، به ماساکو می‌گوید که یوریتومو در دوران بارداری با شو‌اش (همسر غیراصلی، صیغه)، کامه نو مائه، رابطه داشته است و پیشنهاد می‌کند که ماساکو کامه را به عنوان همسر دوم یوریتومو بپذیرد. ماساکو این پیشنهاد را می‌پذیرد اما برادر بزرگتر ریکو، ماکی مونه‌چیکا، تصمیم می‌گیرد که کامه نو مائه را آزار دهد و خانه او را ویران می‌کند، همکاری یوشی‌تسونه وضعیت را جدی تر کرد و یوریتومو خشمگین دستور می‌دهد تا یوشی‌تسونه تعلیق شود و ماکی مونه‌چیکا با کوتاه کردن موهایش در (حادثه کامه نو مائه) تحقیر می‌شود. وقتی توکیماسا از این موضوع اطلاع یافت، از عدم پشیمانی یوریتومو و مجازاتی که در برابر برادرزنش، مونه‌چیکا گرفته بود، عصبانی شد و با همسرش «ریکو» به ایزو بازگشت.

### قسمت سیزدهم
| شماره اپیزود | نام ژاپنی      | تلفظ                  | ترجمه به فارسی         | نام کارگردان   | تاریخ پخش اصلی | امتیاز |
| ------------ | -------------- | --------------------- | ---------------------- | -------------- | -------------- | ------ |
| قسمت سیزدهم  | (幼なじみの絆) | Osananajimi no Kizuna | پیوند دوست دوران کودکی | ترویوکی یوشیدا | ۳ آوریل ۲۰۲۲   | ۱۲٫۹٪  |

در همان زمان، خاندان شینانو گنجی، کیسو یوشیناکا، در حال گسترش قدرت خود در منطقه هوکوریکو بود. یوشیتوکی که نگران این موضوع بود، با میناموتو نو نوری‌یوری و دیگران به دستور یوریتومو به سمت شینانو رفت و پسر کیسو یوشیناکا، میناموتو نو یوشیتاکا را به عنوان گروگان به کاماکورا فرستاد. پس از آن، در حالی که یوشیتوکی با پشتکار امور سیاسی را اداره می‌کند، در نهایت با یائه، که از کودکی عاشق او بوده، پیوند زناشویی می‌بندد.

### قسمت چهاردهم
| شماره اپیزود | نام ژاپنی  | تلفظ                | ترجمه به فارسی   | نام کارگردان | تاریخ پخش اصلی | امتیاز |
| ------------ | ---------- | ------------------- | ---------------- | ------------ | -------------- | ------ |
| قسمت چهاردهم | (都の義仲) | Miyako no Yoshinaka | یوشیناکای پایتخت | ایسوکه آندو  | ۱۰ آوریل ۲۰۲۲  | ۱۲٫۱٪  |

|                     |                     |                     |                     |                     |                     |                  |                  |                        |                        |                                   |                                   |                                   |                                   |                                   |                                   |                                  |                                  |                                    |                                    |                                    |                                    |                                    |                                    |             |             |                 |                 | هوجو توکیماسا نخستین شیکّن |                 |                 |                 |                        |                        |                        |                        |                        |                        |  |  |                                                   |                                                   |                                                   |                                                   |                                                   |                                                   |  |  |                            |                            |                            |                            |                            |                            |  |  |                               |                               |                               |                               |                               |                               |  |  |  |  |  |  |  |  |  |  |  |  |  |  |  |  |  |  |  |  |  |  |  |  |  |  |  |  |
|                     |                     |                     |                     |                     |                     |                  |                  |                        |                        |                                   |                                   |                                   |                                   |                                   |                                   |                                  |                                  |                                    |                                    |                                    |                                    |                                    |                                    |             |             |                 |                 |                           |                 |                 |                 |                        |                        |                        |                        |                        |                        |  |  |                                                   |                                                   |                                                   |                                                   |                                                   |                                                   |  |  |                            |                            |                            |                            |                            |                            |  |  |                               |                               |                               |                               |                               |                               |  |  |  |  |  |  |  |  |  |  |  |  |  |  |  |  |  |  |  |  |  |  |  |  |  |  |  |  |
|                     |                     |                     |                     |                     |                     |                  |                  |                        |                        |                                   |                                   |                                   |                                   |                                   |                                   |                                  |                                  |                                    |                                    |                                    |                                    |                                    |                                    |             |             |                 |                 |                           |                 |                 |                 |                        |                        |                        |                        |                        |                        |  |  |                                                   |                                                   |                                                   |                                                   |                                                   |                                                   |  |  |                            |                            |                            |                            |                            |                            |  |  |                               |                               |                               |                               |                               |                               |  |  |  |  |  |  |  |  |  |  |  |  |  |  |  |  |  |  |  |  |  |  |  |  |  |  |  |  |
|                     |                     |                     |                     |                     |                     |                  |                  |                        |                        |                                   |                                   |                                   |                                   | میناموتونو یوری‌تومو نخستین شوگون  | میناموتونو یوری‌تومو نخستین شوگون  | میناموتونو یوری‌تومو نخستین شوگون | میناموتونو یوری‌تومو نخستین شوگون | میناموتونو یوری‌تومو نخستین شوگون   | میناموتونو یوری‌تومو نخستین شوگون   |                                    |                                    | هوجو ماساکو                        | هوجو ماساکو                        | هوجو ماساکو | هوجو ماساکو | هوجو ماساکو     | هوجو ماساکو     |                           |                 |                 |                 |                        |                        |                        |                        |                        |                        |  |  | هوجو یوشیتوکی (دومین شیکن)                        | هوجو یوشیتوکی (دومین شیکن)                        | هوجو یوشیتوکی (دومین شیکن)                        | هوجو یوشیتوکی (دومین شیکن)                        | هوجو یوشیتوکی (دومین شیکن)                        | هوجو یوشیتوکی (دومین شیکن)                        |  |  |                            |                            |                            |                            |                            |                            |  |  |                               |                               |                               |                               |                               |                               |  |  |  |  |  |  |  |  |  |  |  |  |  |  |  |  |  |  |  |  |  |  |  |  |  |  |  |  |
|                     |                     |                     |                     |                     |                     |                  |                  |                        |                        |                                   |                                   |                                   |                                   | میناموتونو یوری‌تومو نخستین شوگون  | میناموتونو یوری‌تومو نخستین شوگون  | میناموتونو یوری‌تومو نخستین شوگون | میناموتونو یوری‌تومو نخستین شوگون | میناموتونو یوری‌تومو نخستین شوگون   | میناموتونو یوری‌تومو نخستین شوگون   |                                    |                                    | هوجو ماساکو                        | هوجو ماساکو                        | هوجو ماساکو | هوجو ماساکو | هوجو ماساکو     | هوجو ماساکو     |                           |                 |                 |                 |                        |                        |                        |                        |                        |                        |  |  | هوجو یوشیتوکی (دومین شیکن)                        | هوجو یوشیتوکی (دومین شیکن)                        | هوجو یوشیتوکی (دومین شیکن)                        | هوجو یوشیتوکی (دومین شیکن)                        | هوجو یوشیتوکی (دومین شیکن)                        | هوجو یوشیتوکی (دومین شیکن)                        |  |  |                            |                            |                            |                            |                            |                            |  |  |                               |                               |                               |                               |                               |                               |  |  |  |  |  |  |  |  |  |  |  |  |  |  |  |  |  |  |  |  |  |  |  |  |  |  |  |  |
|                     |                     |                     |                     |                     |                     |                  |                  |                        |                        |                                   |                                   |                                   |                                   |                                   |                                   |                                  |                                  |                                    |                                    |                                    |                                    |                                    |                                    |             |             |                 |                 |                           |                 |                 |                 |                        |                        |                        |                        |                        |                        |  |  |                                                   |                                                   |                                                   |                                                   |                                                   |                                                   |  |  |                            |                            |                            |                            |                            |                            |  |  |                               |                               |                               |                               |                               |                               |  |  |  |  |  |  |  |  |  |  |  |  |  |  |  |  |  |  |  |  |  |  |  |  |  |  |  |  |
|                     |                     |                     |                     |                     |                     |                  |                  |                        |                        |                                   |                                   |                                   |                                   |                                   |                                   |                                  |                                  |                                    |                                    |                                    |                                    |                                    |                                    |             |             |                 |                 |                           |                 |                 |                 |                        |                        |                        |                        |                        |                        |  |  |                                                   |                                                   |                                                   |                                                   |                                                   |                                                   |  |  |                            |                            |                            |                            |                            |                            |  |  |                               |                               |                               |                               |                               |                               |  |  |  |  |  |  |  |  |  |  |  |  |  |  |  |  |  |  |  |  |  |  |  |  |  |  |  |  |
|                     |                     | اوهیمه دختر ارشد    | اوهیمه دختر ارشد    | اوهیمه دختر ارشد    | اوهیمه دختر ارشد    | اوهیمه دختر ارشد | اوهیمه دختر ارشد |                        |                        | میناموتو نو یوری‌ایه (دومین شوگون) | میناموتو نو یوری‌ایه (دومین شوگون) | میناموتو نو یوری‌ایه (دومین شوگون) | میناموتو نو یوری‌ایه (دومین شوگون) | میناموتو نو یوری‌ایه (دومین شوگون) | میناموتو نو یوری‌ایه (دومین شوگون) |                                  |                                  | میناموتو نو سانه‌تومو (سومین شوگون) | میناموتو نو سانه‌تومو (سومین شوگون) | میناموتو نو سانه‌تومو (سومین شوگون) | میناموتو نو سانه‌تومو (سومین شوگون) | میناموتو نو سانه‌تومو (سومین شوگون) | میناموتو نو سانه‌تومو (سومین شوگون) |             |             | سانمان دختر دوم | سانمان دختر دوم | سانمان دختر دوم           | سانمان دختر دوم | سانمان دختر دوم | سانمان دختر دوم |                        |                        |                        |                        |                        |                        |  |  |                                                   |                                                   |                                                   |                                                   |                                                   |                                                   |  |  | هوجو یاسوتوکی (سومین شیکن) | هوجو یاسوتوکی (سومین شیکن) | هوجو یاسوتوکی (سومین شیکن) | هوجو یاسوتوکی (سومین شیکن) | هوجو یاسوتوکی (سومین شیکن) | هوجو یاسوتوکی (سومین شیکن) |  |  |                               |                               |                               |                               |                               |                               |  |  |  |  |  |  |  |  |  |  |  |  |  |  |  |  |  |  |  |  |  |  |  |  |  |  |  |  |
|                     |                     | اوهیمه دختر ارشد    | اوهیمه دختر ارشد    | اوهیمه دختر ارشد    | اوهیمه دختر ارشد    | اوهیمه دختر ارشد | اوهیمه دختر ارشد |                        |                        | میناموتو نو یوری‌ایه (دومین شوگون) | میناموتو نو یوری‌ایه (دومین شوگون) | میناموتو نو یوری‌ایه (دومین شوگون) | میناموتو نو یوری‌ایه (دومین شوگون) | میناموتو نو یوری‌ایه (دومین شوگون) | میناموتو نو یوری‌ایه (دومین شوگون) |                                  |                                  | میناموتو نو سانه‌تومو (سومین شوگون) | میناموتو نو سانه‌تومو (سومین شوگون) | میناموتو نو سانه‌تومو (سومین شوگون) | میناموتو نو سانه‌تومو (سومین شوگون) | میناموتو نو سانه‌تومو (سومین شوگون) | میناموتو نو سانه‌تومو (سومین شوگون) |             |             | سانمان دختر دوم | سانمان دختر دوم | سانمان دختر دوم           | سانمان دختر دوم | سانمان دختر دوم | سانمان دختر دوم |                        |                        |                        |                        |                        |                        |  |  |                                                   |                                                   |                                                   |                                                   |                                                   |                                                   |  |  | هوجو یاسوتوکی (سومین شیکن) | هوجو یاسوتوکی (سومین شیکن) | هوجو یاسوتوکی (سومین شیکن) | هوجو یاسوتوکی (سومین شیکن) | هوجو یاسوتوکی (سومین شیکن) | هوجو یاسوتوکی (سومین شیکن) |  |  |                               |                               |                               |                               |                               |                               |  |  |  |  |  |  |  |  |  |  |  |  |  |  |  |  |  |  |  |  |  |  |  |  |  |  |  |  |
|                     |                     |                     |                     |                     |                     |                  |                  |                        |                        |                                   |                                   |                                   |                                   |                                   |                                   |                                  |                                  |                                    |                                    |                                    |                                    |                                    |                                    |             |             |                 |                 |                           |                 |                 |                 |                        |                        |                        |                        |                        |                        |  |  |                                                   |                                                   |                                                   |                                                   |                                                   |                                                   |  |  |                            |                            |                            |                            |                            |                            |  |  |                               |                               |                               |                               |                               |                               |  |  |  |  |  |  |  |  |  |  |  |  |  |  |  |  |  |  |  |  |  |  |  |  |  |  |  |  |
| میناموتو نو ایچیمان | میناموتو نو ایچیمان | میناموتو نو ایچیمان | میناموتو نو ایچیمان | میناموتو نو ایچیمان | میناموتو نو ایچیمان |                  |                  | کوگیو قاتل سومین شوگون | کوگیو قاتل سومین شوگون | کوگیو قاتل سومین شوگون            | کوگیو قاتل سومین شوگون            | کوگیو قاتل سومین شوگون            | کوگیو قاتل سومین شوگون            |                                   |                                   | ایجیتسو                          | ایجیتسو                          | ایجیتسو                            | ایجیتسو                            | ایجیتسو                            | ایجیتسو                            |                                    |                                    | زنگیو       | زنگیو       | زنگیو           | زنگیو           | زنگیو                     | زنگیو           |                 |                 | تاکه نو گوشو دختر ارشد | تاکه نو گوشو دختر ارشد | تاکه نو گوشو دختر ارشد | تاکه نو گوشو دختر ارشد | تاکه نو گوشو دختر ارشد | تاکه نو گوشو دختر ارشد |  |  | کوجو یوریتسونه از خاندان فوجیوارا (چهارمین شوگون) | کوجو یوریتسونه از خاندان فوجیوارا (چهارمین شوگون) | کوجو یوریتسونه از خاندان فوجیوارا (چهارمین شوگون) | کوجو یوریتسونه از خاندان فوجیوارا (چهارمین شوگون) | کوجو یوریتسونه از خاندان فوجیوارا (چهارمین شوگون) | کوجو یوریتسونه از خاندان فوجیوارا (چهارمین شوگون) |  |  | هوجو توکیئوجی مرگ زودرس    | هوجو توکیئوجی مرگ زودرس    | هوجو توکیئوجی مرگ زودرس    | هوجو توکیئوجی مرگ زودرس    | هوجو توکیئوجی مرگ زودرس    | هوجو توکیئوجی مرگ زودرس    |  |  | هوجو تسونه‌توکی (چهارمین شیکن) | هوجو تسونه‌توکی (چهارمین شیکن) | هوجو تسونه‌توکی (چهارمین شیکن) | هوجو تسونه‌توکی (چهارمین شیکن) | هوجو تسونه‌توکی (چهارمین شیکن) | هوجو تسونه‌توکی (چهارمین شیکن) |  |  |  |  |  |  |  |  |  |  |  |  |  |  |  |  |  |  |  |  |  |  |  |  |  |  |  |  |
| میناموتو نو ایچیمان | میناموتو نو ایچیمان | میناموتو نو ایچیمان | میناموتو نو ایچیمان | میناموتو نو ایچیمان | میناموتو نو ایچیمان |                  |                  | کوگیو قاتل سومین شوگون | کوگیو قاتل سومین شوگون | کوگیو قاتل سومین شوگون            | کوگیو قاتل سومین شوگون            | کوگیو قاتل سومین شوگون            | کوگیو قاتل سومین شوگون            |                                   |                                   | ایجیتسو                          | ایجیتسو                          | ایجیتسو                            | ایجیتسو                            | ایجیتسو                            | ایجیتسو                            |                                    |                                    | زنگیو       | زنگیو       | زنگیو           | زنگیو           | زنگیو                     | زنگیو           |                 |                 | تاکه نو گوشو دختر ارشد | تاکه نو گوشو دختر ارشد | تاکه نو گوشو دختر ارشد | تاکه نو گوشو دختر ارشد | تاکه نو گوشو دختر ارشد | تاکه نو گوشو دختر ارشد |  |  | کوجو یوریتسونه از خاندان فوجیوارا (چهارمین شوگون) | کوجو یوریتسونه از خاندان فوجیوارا (چهارمین شوگون) | کوجو یوریتسونه از خاندان فوجیوارا (چهارمین شوگون) | کوجو یوریتسونه از خاندان فوجیوارا (چهارمین شوگون) | کوجو یوریتسونه از خاندان فوجیوارا (چهارمین شوگون) | کوجو یوریتسونه از خاندان فوجیوارا (چهارمین شوگون) |  |  | هوجو توکیئوجی مرگ زودرس    | هوجو توکیئوجی مرگ زودرس    | هوجو توکیئوجی مرگ زودرس    | هوجو توکیئوجی مرگ زودرس    | هوجو توکیئوجی مرگ زودرس    | هوجو توکیئوجی مرگ زودرس    |  |  | هوجو تسونه‌توکی (چهارمین شیکن) | هوجو تسونه‌توکی (چهارمین شیکن) | هوجو تسونه‌توکی (چهارمین شیکن) | هوجو تسونه‌توکی (چهارمین شیکن) | هوجو تسونه‌توکی (چهارمین شیکن) | هوجو تسونه‌توکی (چهارمین شیکن) |  |  |  |  |  |  |  |  |  |  |  |  |  |  |  |  |  |  |  |  |  |  |  |  |  |  |  |  |

پس از اینکه کیسو یوشیناکا به پیروزی بزرگی بر ارتش هیکه در منطقه هوکوریکو و در نبرد گذرگاه کوریکارا دست یافت، تایرا نو مونه‌موری با نوهٔ خود امپراتور آنتوکو و سه گنجینه مقدس ژاپن از پایتخت گریخت. در نتیجه، یوشیناکا توانست قبل از میناموتو نو یوریتومو به کیوتو خود را برساند، اما به دلیل اینکه اهل روستا بود و به آداب درباری آشنا نبود، با امپراتور گوشیراکاوا درگیری پیدا کرد و زمانی که گوشیراکاوا به یوریتومو حق حکومت توساندو را داد، آن دو از یکدیگر جدا شده‌اند.
توضیح تاریخیامپراتور گو-شیراکاوا امپراتوری بازنشسته در سیستم اینسی (حکومت در گوشه‌نشینی، حکومت پس از کناره‌گیری) بود که در زمان بازنشستگی بیشتر از خود امپراتور حاکم قدرت را در دست داشت.

### قسمت پانزدهم
| شماره اپیزود | نام ژاپنی      | تلفظ                  | ترجمه به فارسی  | نام کارگردان | تاریخ پخش اصلی | امتیاز |
| ------------ | -------------- | --------------------- | --------------- | ------------ | -------------- | ------ |
| قسمت پانزدهم | (足固めの儀式) | Ashigatame no Gishiki | مراسم پا گذاشتن | کیتا هوساکا  | ۱۷ آوریل ۲۰۲۲  | ۱۲٫۹٪  |

یوریتومو که این را یک فرصت دید، به ملازمان خود دستور داد تا یوشیناکا را دستگیر کنند، اما با مخالفت روبرو شد و شکاف بین یوریتومو و جنگجویان منطقه کانتو به تدریج آشکار شد. در کیوتو، یوشیناکا تایرا نو تومویاسو را در محاصره هوجوجیدونو شکست داد و گوشیراکاوا را زندانی کرد، در حالی که در کاماکورا سامورایی‌های باندو با محوریت چیبا تسونه‌تانه پسر ارشد یوریتومو، مانجو، را گروگان گرفته تا یوریتومو را مجبور به ترک کاخ کنند.

### قسمت شانزدهم
| شماره اپیزود | نام ژاپنی      | تلفظ                | ترجمه به فارسی | نام کارگردان | تاریخ پخش اصلی | امتیاز |
| ------------ | -------------- | ------------------- | -------------- | ------------ | -------------- | ------ |
| قسمت شانزدهم | (伝説の幕開け) | Densetsu no Makuake | آغاز یک افسانه | سو سوئنناگا  | ۲۴ آوریل ۲۰۲۲  | ۱۲٫۹٪  |

هوجو یوشیتوکی، که از قبل این طرح شورش را احساس کرده بود، از هیروتسونه کازوسا برای تحت کنترل درآوردن اوضاع درخواست همکاری کرد. با این حال، یوریتومو با اوئه هیروموتو، یک کارمند دولتی که از کیوتو آمده بود، توطئه کرد تا هیروتسونه را که بی‌گناه بود رهبر شورش معرفی کند، او را به عنوان نمونه در مقابل نگهبانانش کشت و با وحشت بر کاماکورا حکومت کرد. در همان زمان، «کونگو» (هوجو یاسوتوکی) فرزند یوشیتوکی و یائه متولد شد. پس از آن، میناموتو نو یوشیتسونه، که به عنوان یک نیروی پیشرو برای شکست یوشیناکا حرکت کرده بود، با ارتش اصلی به رهبری برادر بزرگترش، میناموتو نو نوری‌یوری همکاری کرد و از دستکاری ماهرانه اطلاعات برای شکست ارتش یوشیناکا استفاده کرد (نبرد اوجیگاوا). پس از اینکه یوشیناکا اجازه داد همسرش «توموئه گوزن» فرار کند، او همراه با «ایمای کانه‌یرا» در ولایت اومی کشته شد.

### قسمت هفدهم
| شماره اپیزود | نام ژاپنی    | تلفظ              | ترجمه به فارسی   | نام کارگردان   | تاریخ پخش اصلی | امتیاز |
| ------------ | ------------ | ----------------- | ---------------- | -------------- | -------------- | ------ |
| قسمت هفدهم   | (助命と宿命) | Jomei to Shukumei | رستگاری و سرنوشت | ترویوکی یوشیدا | ۱ مه ۲۰۲۲      | ۱۲٫۵٪  |

یوشیتسونه با حرکت به سمت غرب پیشروی کرد و با همکاری گوشیراکاوا و حمله غافلگیرانه از تپه هاچیبوسه‌یاما‏، در نبرد علیه ارتش هیکه (نبرد ایچینوتانی) پیروز شد. در همین حال، یوریتومو به یوشیتوکی دستور می‌دهد که میناموتو نو یوشیتاکا را که نامزد «اوهیمه» شده بود بکشد تا نگرانی‌های آینده را از بین ببرد. یوشیتوکی و ماساکو سعی می‌کنند به خاطر شاهزاده خانمی که او را می‌پرستند به فرار یوشیتاکا کمک کنند و اوننو یوکیئوجی را در حبس جایگزین او می‌کند تا نبود او در حبس برای مدتی پنهان بماند و با کمک خانواده و ملازمان به او کمک کنند تا فرار کند، اما در نهایت شکست می‌خورند. وقتی اوهیمه از مرگ یوشیتاکا با خبر می‌شود، با دیگران قطع رابطه می‌کند و ماساکو عصبانی می‌شود. یوشیتوکی سخنان ماساکو را جدی گرفت و به یوریتومو دستور داد تونای میتسوزومی را که یوشیتاکا را کشته بود اعدام کند. علاوه بر این، ایچیجو تادایوری، پسر بزرگ تاکدا نوبویوشی، که نقشه ای برای کشتن یوشیتاکا و کشتن یوریتومو داشت، به اتهام شورش کشته شد.

### قسمت هیجدهم
| شماره اپیزود | نام ژاپنی          | تلفظ                      | ترجمه به فارسی               | نام کارگردان   | تاریخ پخش اصلی | امتیاز |
| ------------ | ------------------ | ------------------------- | ---------------------------- | -------------- | -------------- | ------ |
| قسمت هیجدهم  | (壇ノ浦で舞った男) | Dan-no-ura de Matta Otoko | مردی که در دان نو اورا رقصید | ترویوکی یوشیدا | ۸ مه ۲۰۲۲      | ۱۲٫۷٪  |

یوشیتوکی که به ارتش میناموتو نو نوری‌یوری تعلق داشت،  کاماکورا را ترک کرد، به کیوشو سفر کرد و عملیات نظامی انجام داد و موفق شد به عقب‌نشینی ارتش هایکه پایان دهد (نبرد آشیائورا). یوشیتسونه همچنین از شانس خود برای انجام یک حمله غافلگیرانه در طول توفان استفاده کرد و یک بار دیگر ارتش هایکه (نبرد یاشیما) را شکست داد. علاوه بر این، او با نبوغ و تاکتیک‌های غیر متعارف خود، سرانجام خانواده تایرا را در نبرد دان نو اورا به انقراض سوق داد و تایرا نو مونه‌موری و پسرش تایرا نو کیومونه ja:平清宗 را در نبرد دان نو اورا اسیر کرد. در نتیجه، یوریتومو به آرزوی دیرینه اش که نابودی خاندان تایرا بود، می‌رسد و در حالی که شادی خود را با ماساکو تقسیم می‌کند، اشک می‌ریزد.

### قسمت نوزدهم
| شماره اپیزود | نام ژاپنی      | تلفظ            | ترجمه به فارسی            | نام کارگردان | تاریخ پخش اصلی | امتیاز |
| ------------ | -------------- | --------------- | ------------------------- | ------------ | -------------- | ------ |
| قسمت نوزدهم  | (果たせぬ凱旋) | Hatasenu Gaisen | بازگشت پیروزمندانه ناکامل | دایسوکه آندو | ۱۵ مه ۲۰۲۲     | ۱۳٫۲٪  |

یوشیتسونه (کورو) به دلیل نزدیک شدن بیش از حد به امپراتور بازنشسته گوشیراکاوا (اینسی)، که قصد داشت بین برادران گِنجی (یوریتومو و یوشیتسونه) تفرقه بیندازد، اجازه بازگشت به کاماکورا را نداشت و در راه رسیدن به کاماکورا در شهری در نزدیکی آنجا به نام کوشیگوئه متوقف شد. کاجیوارا کاگه‌توکی، به او گفت که «بهشت / آسمان نیازی به انتخاب دو نفر ندارد» به معنی اینکه خداوند یا تو یا برادرت یوریتومو را برای حکمرانی برمی‌گزیند و هر دو نمی‌توانید حکمرانی کنید. یوشیتوکی تمایل یوریتومو برای بازگرداندن رابطه‌اش با یوشیتسونه را درک می‌کرد و سخت تلاش می‌کند تا به برادران، یوریتومو و یوشیتسونه کمک کند تا رو در رو ملاقات کنند، زیرا بی‌اعتمادی متقابل آنها در حال افزایش بود. همسر قانونی یوشیتسونه، ساتو گوزن ترتیب داده بود تا توسانوبو شوشون معشوقه یوشیتسونه شیزوکا گوزن را بکشد. در همان زمان، عموی یوریتومو، میناموتو نو یوکی‌ایه، که با یوریتومو خصومت داشت، یوشیتسونه را با دروغ و این موضوع تحریک کرد که حادثه ای که در آن در واقع ربطی به یوریتومو نداشت، توسط او از کاماکورا سازمان‌دهی شده است. با این باور، یوشیتسونه تصمیم گرفت رژیم کاماکورا را سرنگون کند. در پاسخ به درخواست میناموتو نو یوکی‌ایه، امپراتور بازنشسته گوشیراکاوا اعلامیه ای برای دستگیری یوریتومو صادر کرد. با این حال، هیچ سربازی در اطراف یوشیتسونه جمع نشد و گوشیراکاوا متوجه شد که او در موقعیت ضعیفی قرار دارد. امپراتور گوشیراکاوا که از خشم و کینه یوریتومو نگران بود مسئولیت اعلام تعقیب یوریتومو را بر عهده یوشیتسونه گذاشت و گفت: «من مجبور شدم این کار را انجام دهم زیرا توسط مرد جوان، کورو تهدید شده بودم.» با این حال، یوشیتوکی به یوریتومو گفت: «با این حال، سرور من شک که او واقعیت را می‌گوید یا نه. او بزرگ‌ترین تنگو (نوعی روح شیطانی با بینی دراز و صورت قرمز) در ژاپن است!» پس از آن، یوریتومو به امپراتور بازنشسته گوشیراکاوا دستور داد تا یوشیتسونه را دستگیر کند و همچنین به یوشیتوکی و پدرش توکیماسا دستور داد تا به کیوتو بروند. پس از آن، توکیماسا که به عنوان کیوتو شوگو (مسئول تأمین امنیت و انجام محاکمه در کیوتو) منصوب شده بود، با کمک یوشیتوکی، موفق شد تا موافقت امپراتور بازنشسته گوشیراکاوا را برای تأسیس سراسری شوگو و جیتو را به دست آورد و این منجر به تأسیس شوگون سالاری کاماکورا شد. یوشیتسونه که تحت تعقیب بود از کیوتو فرار کرده و خود را مخفی می‌کند.
توضیح تاریخی«شوگو» (守護) و «جیتو» (地頭) هر دو بوروکرات‌هایی بودند که از طرف شوگون‌سالاری کاماکورا به مناطق محلی فرستاده می‌شدند. جیتو مالیات‌ها را از خانه‌های اربابی مسکونی در سراسر کشور جمع‌آوری می‌کرد و شوگو نقش نظارت بر جیتو را برعهده داشت. ایجاد این موقعیت در ابتدای شوگون‌سالاری کاماکورا به این معنی است که سیستم هاندن شوجو (نام دیگر کوچی کومین) (کوچی کومین: این ایده که سرزمین و مردم ژاپن همه به امپراتور تعلق دارد) که زمانی اساس سیستم زمینی ژاپن بود، رسماً لغو شد. این بدان معنی است که قدرت جمع‌آوری مالیات، پلیس و ارتش به شوگون‌سالاری کاماکورا داده شد و در سال ۱۱۸۵ میلادی (سال اول بونجی) با گرفتن مجوز تأسیس شوگو و جیتو در سراسر کشور، شوگون‌سالاری کاماکورا موفق به به دست آوردن پایگاه و جایگاه در کشور شد.

### قسمت بیستم
| شماره اپیزود | نام ژاپنی        | تلفظ                  | ترجمه به فارسی    | نام کارگردان | تاریخ پخش اصلی | امتیاز |
| ------------ | ---------------- | --------------------- | ----------------- | ------------ | -------------- | ------ |
| قسمت بیستم   | (帰ってきた義経) | Kaettekita Yoshitsune | یوشیتسونه، بازگشت | کیتا هوساکا  | ۲۲ مه ۲۰۲۲     | ۱۲٫۸٪  |

در همین حال، یوشیتسونه و طرفدارانش که به دشمنان دربار امپراتوری تبدیل شده بودند، به نظر می‌رسید با فرار به هیراایزومی، ایواته، اوشو، که توسط فوجیوارا نو هیده‌هیرا اداره می‌شد، پناهگاه امنی پیدا کرده بودند، اما هیده‌هیرا در کمتر از یک سال پس از آمدن او درگذشت. یوشیتوکی که به دستور یوریتومو از هیرایزومی دیدن کرد، یوشیتسونه را که قصد شورش را نداشت، با گفتن اینکه پسری که معشوقه اش شیزوکا گوزن به دنیا آورده بود به دستور یوریتومو کشته شده، تحریک کرد. همچنین او با سوء استفاده از رابطه بد خواهر و برادری با برادر ناتنی خود، فوجیوارا نو کونیهیرا، سعی کرد رئیس جدید خاندان فوجیوارای شمالی، فوجیوارا نو یاسوهیرا را تحت فشار قرار دهد و همزمان یاسوهیرا را به نابودی خاندان فوجیوارای شمالی تهدید کرد در حالی که برادرش فوجیوارا نو یوریهیرا را کشت. او گروهی را برای دستگیری یوشیتسونه رهبری کرد. یوشیتسونه متوجه نقشه یوشیتوکی و یوریتومو برای به اسارت درآوردن و کشتن خود می‌شود و همسرش ساتو گوزن و دختر چهار ساله‌اش را می‌کشد. هنگامی که عمارت او توسط ارتش به رهبری یاسوهیرا محاصره شد، او وصیت خود را به یوشیتوکی سپرد و همراه با خدمتکارش بنکی (نبرد رود کورومو) خودکشی کرد.
توضیح تاریخیامپراتور گو-شیراکاوا ابتدا مدتی میناموتو نو یوریتومو را به عنوان دشمن دربار ژاپن اعلام کرد اما پس از درگیری بین دو برادر و پی بردن به ضعف یوشیتسونه برای جمع‌آوری ارتش، این اعلام را ملغی کرد و این بار برادر کوچکتر میناموتو نو یوشی‌تسونه را دشمن دربار ژاپن اعلام کرد.

### قسمت بیست و یکم
| شماره اپیزود    | نام ژاپنی    | تلفظ               | ترجمه به فارسی | نام کارگردان | تاریخ پخش اصلی | امتیاز |
| --------------- | ------------ | ------------------ | -------------- | ------------ | -------------- | ------ |
| قسمت بیست و یکم | (仏の眼差し) | Hotoke no Manazash | نگاه بودا      | سو سوئنناگا  | ۲۹ مه ۲۰۲۲     | ۱۳٫۲٪  |

اگرچه یوریتومو جلوی سر بریده شده برادرش یوشیتسونه که به کاماکورا تحویل داده شد، گریه کرد، او ارتش بزرگی را به این دلیل که یوشیتسونه را پنهان کرده بودند به ولایت موتسو (اوشو) (نبرد اوشو)اعزام کرد. در این حمله فوجیوارا نو یاسوهیرا (۱۱۵۵ – ۱۴ اکتبر ۱۱۸۹) توسط ملازم خیانتکار خود کاوادا نو جیرو کشته شد و به این ترتیب خاندان فوجیوارای شمالی (خاندان اوشو فوجیوارا) نابود شد.
زندگی خانوادگی یوشیتوکی آرام بود اما او همچنان دستانش را در سیاست آلوده می‌کرد، یک روز همسرش یائه هنگام تلاش برای نجات یتیمی به نام «تسورومارو» در رودخانه ای در یک تصادف جان خود را از دست می‌دهد.

### قسمت بیست و دوم
| شماره اپیزود    | نام ژاپنی        | تلفظ                     | ترجمه به فارسی     | نام کارگردان      | تاریخ پخش اصلی | امتیاز |
| --------------- | ---------------- | ------------------------ | ------------------ | ----------------- | -------------- | ------ |
| قسمت بیست و دوم | (義時の生きる道) | Yoshitoki no Ikiru Michi | راه زندگی یوشیتوکی | ساتورو ناکاایزومی | ۹ ژوئن ۲۰۲۲    | ۱۲٫۹٪  |

یوشیتوکی که در اندوه فرورفته بود، پس از همراهی با یوریتومو در کیوتو، از سیاست فاصله می‌گیرد، اما با تشویق ماساکو، بار دیگر به سیاست بازمی‌گردد. از سوی دیگر، یوریتومو به کیوتو می‌رود تا با امپراتور بازنشسته گوشیراکاوا صحبت کند و او را وادار کند که سرپرستی کل کشور را به عهده او بگذارد و قول دهد که اوهیمه (دختر میناموتو یوریتومو) به عنوان عروس امپراتور جوان وارد دربار شود.
پس از مرگ گوشیراکاوا (درگذشت: ۲۶ آوریل ۱۱۹۲)، با همکاری کوجو کانه‌زانه یوریتومو به عنوان سی تایشوگون منصوب شد. همچنین، وقتی پسر دومش از ماساکو، «چیباتا» (در بزرگسالی میناموتو نو سانه‌تومو) به دنیا آمد، خواهر کوچکتر یوشیتوکی، «می» را به عنوان پرستار او انتخاب کرد و اعلام کرد که پسر ارشدش «مانجو» (در بزرگسالی میناموتو نو یوری‌ایه) جانشین او خواهد شد.

### قسمت بیست و سوم
| شماره اپیزود    | نام ژاپنی    | تلفظ          | ترجمه به فارسی   | نام کارگردان   | تاریخ پخش اصلی | امتیاز |
| --------------- | ------------ | ------------- | ---------------- | -------------- | -------------- | ------ |
| قسمت بیست و سوم | (狩りと獲物) | Kari to Emono | شکار و شکارشونده | ترویوکی یوشیدا | ۱۲ ژوئن ۲۰۲۲   | ۱۳٫۳٪  |

یک ماکی گاری در مقیاس بزرگ فوجی نو ماکی گاری نیز برای نشان دادن مانجو به عموم مردم برگزار شد که نشاندهنده این باشد که او تبدیل به شوگون یا کاماکورا-دونوی بعدی خواهد شد. با این حال، در پشت صحنه، دو برادر سوگا سوکه‌ناری و سوگا توکیمونه که از سیاست یوریتومو ناراضی بودند، به همراه اوکازاکی یوشیزانه در حال طراحی نقشه ترور یوریتومو بودند. برادران سوگا به بهانه کشتن پدرشان، دشمن اوکازاکی یوشیزانه، کودو سوکه‌تسونه، سربازانی را از توکیماسا که از قصد حمله آنها به یوریتومو بی اطلاع بود، قرض گرفتند و در حین جشن شکار به محل خواب یوریتومو حمله کردند. در شبی که نقشه ترور یوریتومو توسط برادران سوگا قرار بود انجام شود، یوریتومو پنهانی از محل خوابش برای ملاقات هیمه نو مائه «هینا»، دختری از خاندان هیکی خارج شده بود و به‌طور تصادفی شورشیان کودو سوکه‌تسونه را که در جای یوریتومو خوابیده بود، را به جای او کشتند.

### قسمت بیست و چهارم
| شماره اپیزود      | نام ژاپنی    | تلفظ          | ترجمه به فارسی      | نام کارگردان | تاریخ پخش اصلی | امتیاز |
| ----------------- | ------------ | ------------- | ------------------- | ------------ | -------------- | ------ |
| قسمت بیست و چهارم | (変わらぬ人) | Kawaranu Hito | کسی که تغییر نمی‌کند | دایسوکه آندو | ۱۹ ژوئن ۲۰۲۲   | ۱۲٫۰٪  |

ماساکو وقتی میناموتو نو یوریتومو و پسرش مانجو از ماکی گاری برمی‌گردند خوشحال می‌شود. با این حال، یوریتومو برادر کوچکترش نوری‌یوری را که سعی کرده بود به جای او موقعیت ارباب کاماکورا را بگیرد نبخشید و عواقب آن کاماکورا را تکان داد. او اقدامات برادر کوچکترش میناموتو نو نوری‌یوری را که به اشتباه فهمیده بود او کشته شده و برای محافظت از کاماکورا و برای تصاحب جایگاه کاماکورا-دونو حرکت کرده بود، به عنوان یک شورش تلقی کرد و او را به دست داشتن در یک نقشه ترور متهم کرد و به معبد شوزنجی فرستاد. در همین حال، اوهیمه که همچنان به تحسین معشوق فقید خود، میناموتو نو یوشیتاکا ادامه می‌دهد، صحبت ازدواجی که توسط یوریتومو با امپراتور با او در میان گذاشت، را نادیده می‌گیرد.
یوشیتوکی با این حادثه را به‌عنوان «انتقام پنهان شده به عنوان شورش» رفتار کرد تا اینکه به سربازان قرض داده شده توسط توکیماسا در (انتقام برادران سوگا) بی‌ربط باشد. تقریباً در همان زمان، یوشیتوکی با هیمه نو مائه «هینا»، که در زمان جشن شکار با او دوست شده بود، ازدواج کرد.

### قسمت بیست و پنجم
| شماره اپیزود     | نام ژاپنی      | تلفظ                 | ترجمه به فارسی                   | نام کارگردان   | تاریخ پخش اصلی | امتیاز |
| ---------------- | -------------- | -------------------- | -------------------------------- | -------------- | -------------- | ------ |
| قسمت بیست و پنجم | (天が望んだ男) | Ten ga Nozonda Otoko | مردی که بهشت او را نشان کرده بود | ترویوکی یوشیدا | ۲۶ ژوئن ۲۰۲۲   | ۱۲٫۲٪  |

میناموتو نو یوریتومو در حالی که بدبختی‌ها همچنان بر سر او می‌آیند، از اضطراب رنج می‌برد. علاوه بر این، برای تقویت روابط با دربار امپراتوری در کیوتو، یک بار دیگر نقشه ای برای ورود دخترش اوهیمه به دربار کشید که یک بار قبلاً شکست خورده بود. در پاسخ، اوهیمه نظرش را تغییر داد و تصمیم گرفت به ازدواج با امپراتور با نظر مثبت نگاه کند و به همراه یوریتومو و ماساکو به کیوتو رفت، اما وقتی با رفتار تحقیر آمیز تاکاشینا نو ایشی «تانگو نو تسوبونه» همسر غیراصلی امپراتور درگذشته شیراکاوا روبرو شدند، اوهیمه از نظر روانی بیمار شد و در حالی که آرزوی ملاقات با نامزد قبلی اش یوشیتاکا را پس از مرگ داشت، درگذشت. یوریتومو که از مرگ دخترش ناامید شده بود، به همه مشکوک شد و بلافاصله تصمیم گرفت که دختر دومش «میهاتا» وارد دربار شود. او به کاجیوارا کاگه‌توکی دستور قتل برادرش میناموتو نو نوری‌یوری را صادر کرد.

### قسمت بیست و ششم
| شماره اپیزود    | نام ژاپنی     | تلفظ             | ترجمه به فارسی         | نام کارگردان | تاریخ پخش اصلی | امتیاز |
| --------------- | ------------- | ---------------- | ---------------------- | ------------ | -------------- | ------ |
| قسمت بیست و ششم | ((悲しむ前に) | Kanashimu Mae ni | قبل از اینکه غمگین شوی | کیتا هوساکا  | ۳ ژوئیه ۲۰۲۲   | ۱۲٫۹٪  |

میناموتو نو نوری‌یوری در معبد شوزنجی توسط زن-جی (قاتلی حرفه ای)، که اکنون ملازم کاجیوارا کاگه‌توکی شده بود، ترور شد و زن-جی، پسر یتیم روستایی را که پدرش را خود او کشته بود، به نام «تو» را به عنوان شاگردی خود گرفت. در همین حال، اولین پسر یوری، «ایچیمان» از دختر هیکی یوشیکازو، «ستسو» به دنیا می‌آید. یوریتومو از اسب سقوط می‌کند و به کما می‌رود، بدون اینکه کاماکورا در مورد جانشینی تصمیم بگیرد. درگیری بین هیکی یوشیکازو، که از دامادش یوری‌ایه، به عنوان ارباب بعدی کاماکورا و توکیماسا حمایت می‌کند و هوجو توکیماسا که از دامادش، آنو زنجو را حمایت می‌کند، تشدید می‌شود. یوشیتوکی سخت تلاش می‌کند تا شکل جدیدی از حکومت را پس از مرگ یوریتومو تعیین کند، و زمانی که یوریتومو درگذشت، از ماساکو خواست تا در مورد کاماکورا-دونوی بعدی تصمیم بگیرد. پس از آن، او با تصور اینکه نقشش در حکومت کاماکورا تمام شده است، سعی می‌کند به محل تولدش ولایت ایزو برگردد، اما وقتی ماساکو او را متقاعد می‌کند که به او احتیاج هست و تندیس خدای نگهبان یوریتومو را به او می‌سپارد، تصمیم می‌گیرد در کاماکورا بماند.

### قسمت بیست و هفتم
| شماره اپیزود     | نام ژاپنی        | تلفظ                       | ترجمه به فارسی            | نام کارگردان | تاریخ پخش اصلی | امتیاز |
| ---------------- | ---------------- | -------------------------- | ------------------------- | ------------ | -------------- | ------ |
| قسمت بیست و هفتم | (鎌倉殿と十三人) | Kamakura-dono to Jūsan-nin | کاماکورا-دونو و سیزده نفر | سو سوئنناگا  | ۱۷ ژوئیه ۲۰۲۲  | ۱۱٫۷٪  |

میناموتو نو یوری‌ایه (مرگ ۱۲۰۴)، که با حمایت مادرش ماساکو به دومین ارباب کاماکورا تبدیل شد، در تلاش برای پیشی گرفتن از پدرش، او به‌طور فعال در امور سیاست فعالیت می‌کرد و جوانانی مانند هوجو توکیفوسا، هوجو یاسوتوکی (سومین شیکن) و هیکی توکیکازو را به عنوان کینجو (ملازمان نزدیک) ja:近習 خود منصوب کرد. با این حال، او از افزایش مشکلات و همچنین درگیری بین همسر اصلی اش تسوجی دونو و همسر غیراصلی دیگرش واکاسا نو تسوبونه خسته شده بود، بنابراین برای فرار از سیاست، خود را در ورزش که‌ماری غوطه‌ور کرد. با دیدن این وضعیت، هوجو یوشیتوکی یک سیستم سیاسی ابداع کرد که در آن شوگون دوم، یوری‌ایه توسط چهار کارمند دولتی و در مجموع پنج نفر شامل کاجیوارا کاگه‌توکی حمایت می‌شد. پس از آن هوجو توکیماسا و هیکه یوشیتوکی، گوکه‌نینها را به عنوان متحدان خود به این شورا آوردند تا به یک شورای ۱۲ نفره تبدیل شد و خود یوشیتوکی در نهایت به دلیل ترغیب خواهرش ماساکو به یکی از اعضای شورا تبدیل شد و تعداد اعضا به سیزده نفر رسید به این ترتیب سیستم شورای ۱۳ نفره شکل گرفت.

### قسمت بیست و هشتم
| شماره اپیزود     | نام ژاپنی  | تلفظ           | ترجمه به فارسی       | نام کارگردان | تاریخ پخش اصلی | امتیاز |
| ---------------- | ---------- | -------------- | -------------------- | ------------ | -------------- | ------ |
| قسمت بیست و هشتم | (名刀の主) | Meitō no Aruji | استاد شمشیرهای معروف | دایسوکه آندو | ۲۴ ژوئیه ۲۰۲۲  | ۱۲٫۹٪  |

هنگامی که یوری‌ایه از این موضوع مطلع شد، علیه سیاستمداران بانفوذ شورش کرد و ادعا کرد که آنها اقتدار سیاسی او را گرفته‌اند و شش تن از کینجو (ملازمان نزدیک) خود از جمله اوگاساوارا ناگاتسونه، ناکانو یوشیناری و هیکی سابورو را برای مخالفت با آنها منصوب کرد. سانمان دومین دختر میناموتو نو یوریتومو و هوجو ماساکو در سن ۱۴ سالگی درگذشت. بلافاصله پس از آن، یکی از اعضای شورای سیزده نفره، ناکاهارا نو چیکایوشی، شوکه/زاهد شد و کاماکورا را ترک کرد.
در اکتبر ۱۱۹۹، چند ماه پس از مرگ یوریتومو، یوکی تومومیتسو، که به دلیل اتهامات نادرست کاجیوارا کاگه‌توکی در مخمصه قرار داشت، ۶۶ نفر از ملازمان با نفوذ، از جمله میئورا یوشیمورا، را گرد هم آورد و به‌طور مشترک «شکایت از کاگه‌توکی» را تهیه کردند و به شوگون دوم، میناموتو نو یوری‌ایه ارسال کردند. با توجه به طرحی که توسط میئورا یوشیمورا و یوکی تومومیتسو راه اندازی شده بود، زمانی که ۶۶ بازدارنده نامه‌های استیضاح خود را علیه کاجیوارا کاگه‌توکی ارائه کردند و او موقعیت و محبوبیت خود را از دست داد. کاجیوارا کاگه‌توکی که نمی‌خواست همه چیز به این شکل تمام شود، دعوت دربار برای کار در کیوتو را می‌پذیرد و به یوشیتوکی می‌گوید که تصمیم دارد به کیوتو می‌رود. در نتیجه نامه استیضاح، کاجیوارا کاگه‌توکی به سوتوگاهاما ja:外が浜 (در استان آئوموری امروزی) تبعید شد. او به همراه پسرش کاجیوارا کاگه‌سوئه سعی کردند پسر شوگون دوم میناموتو نو ایچیمان (مرگ ۱۲۰۳) را بدزدند و به کیوتو بروند، اما یوشیتوکی او را متقاعد کرد که این کار را انجام ندهد. یوشیتوکی «زن-جی» قاتل حرفه ای که برای او کار می‌کرد را تحویل گرفت و یوشیتوکی نیز آرزوی کاگه‌توکی برای هلاکت در میدان نبرد را پذیرفت و او و پسر و همراهانش را در در حالی که به سمت کیوتو در حال فرار بودند، کشت. (حادثه کاجیوارا کاگه‌توکی).

### قسمت بیست و نهم
| شماره اپیزود    | نام ژاپنی      | تلفظ               | ترجمه به فارسی              | نام کارگردان      | تاریخ پخش اصلی | امتیاز |
| --------------- | -------------- | ------------------ | --------------------------- | ----------------- | -------------- | ------ |
| قسمت بیست و نهم | (ままならぬ玉) | Hotoke no Manazash | سلاحی که در جای خود نمی‌ماند | ساتورو ناکاایزومی | ۳۱ ژوئیه ۲۰۲۲  | ۱۱٫۹٪  |

زمانی که میئورا یوشیزومی و آداچی موریناگا، که از بزرگان ارشد بودند، یکی پس از دیگری بر اثر بیماری درگذشتند، سیستم شورای ۱۳ نفره از بین رفت.

### قسمت سی‌ام
| شماره اپیزود | نام ژاپنی    | تلفظ               | ترجمه به فارسی    | نام کارگردان   | تاریخ پخش اصلی | امتیاز |
| ------------ | ------------ | ------------------ | ----------------- | -------------- | -------------- | ------ |
| قسمت سی ام   | (全成の確率) | Zenjō no Kakuritsu | احتمال تکمیل کامل | ترویوکی یوشیدا | ۷ اوت ۲۰۲۲     | ۱۱٫۴٪  |

در کاماکورا، یوری‌ایه ناگهان بیمار شد و عموی آو آنو زنجوی راهب، که مظنون بر این بود که او را نفرین کرده است، به اتهام شورش به ولایت هیتاچی تبعید شد. هیکی یوشیکازو که این را یک فرصت دید، تصمیم گرفت از شر یوری‌ایه که علیه او شورش می‌کرد و سعی در کاهش قلمرو هیکه داشت خلاص شود و در عین حال برای تضعیف خاندان هوجو، اطلاعات نادرستی را برای آنو زنجو ارسال کرد مبنی بر اینکه یوری‌ایه به همسر او «می» (خاله یوری‌ایه) مشکوک است و از او خواست که نفرین یوری‌ایه را تکرار کند. آنو زنجو توسط هاتا توموایه کشته شد و پسر راهبش آنو رایزن نیز در معبدی کیوتو به دنبال پدرش به قتل رسید.

### قسمت سی و یکم
| شماره اپیزود  | نام ژاپنی      | تلفظ                   | ترجمه به فارسی              | نام کارگردان | تاریخ پخش اصلی | امتیاز |
| ------------- | -------------- | ---------------------- | --------------------------- | ------------ | -------------- | ------ |
| قسمت سی و یکم | (諦めの悪い男) | Akirame no Warui Otoko | مردی که حاضر نیست تسلیم شود | کیتا هوساکا  | ۱۴ اوت ۲۰۲۲    | ۱۲٫۱٪  |

زمانی که یوری‌ایه به‌طور ناگهانی بیمار شد و در وضعیت بحرانی قرار داشت، یوشیتوکی تصمیم گرفت که خاندان هیکی را از بین ببرد. او طرحی را پیشنهاد کرد که همه ملازم کاماکورا آن را رد کردند، این طرح به این صورت بود که ۲۸ ولایت به میناموتو نو ایچیمان خدمت کنند و ۳۸ ولایت در خدمت میناموتو نو سانه‌تومو باشند. پس از آن، او مذاکرات صلح را به هیکی یوشیکازو پیشنهاد کرد و با همکاری توکیماسا، هیکی یوشیکازو را به اقامتگاه و عمارت هوجو احضار کرد و به نیتا تاداتسونه دستور داد تا او را بکشد. او همچنین به عمارت هیکی حمله کرد و همسر هیکی یوشیکازو، «میچی» و دخترش «ستسو» را کشت و خاندان هیکی را نابود کرد (حادثه هیکی یوشیکازو).
همه چیز طبق برنامه پیش رفت و خاندان هوجو آماده شدند تا «چیباتا» برادر کوچکتر یوری‌ایه را ارباب کاماکورا بعدی کنند، اما وقتی یوری‌ایه به‌طور معجزه‌آسایی از بیماری خود بهبود یافت، وضعیت کاملاً تغییر کرد.

### قسمت سی و دوم
| شماره اپیزود  | نام ژاپنی  | تلفظ            | ترجمه به فارسی | نام کارگردان   | تاریخ پخش اصلی | امتیاز |
| ------------- | ---------- | --------------- | -------------- | -------------- | -------------- | ------ |
| قسمت سی و دوم | (災いの種) | Wazawai no Tane | بذر فاجعه      | ترویوکی یوشیدا | ۲۱ اوت ۲۰۲۲    | ۱۱٫۸٪  |

وقتی یوری‌ایه فهمید که پدرزن و همسرش ستسو توسط خاندان هوجو نابود شدند، ماساکو را سرزنش کرد و نیتا تاداتسونه و وادا یوشیموری دستور داد که سر توکیماسا را قطع کنند. در همین حال، یوشیتوکی همسرش را که از خاندان هیکی بود، «هینا»، طلاق می‌دهد. او تو トウ را مجبور می‌کند که پسر «ایچیمان» یوری‌ایه را که قرار بود همراه مادرش ستسو کشته شود اما مخفیانه توسط هوجو یاسوتوکی از محل فراری داده شده و پنهان شده بود را بکشد. علاوه بر این، وقتی نیتا تاداتسونه که بین خاندان هوجو و یوری‌ایه گیر افتاده بود، خودکشی کرد. خاندان هوجو تصمیم گرفت یوری‌ایه را تبعید کند. یوری‌ایه در شوزنجی زندانی شد و سومین ارباب کاماکورا، میناموتو نو سانه‌تومو، پس از آن به قدرت رسید. تقریباً در همان زمان، دایه دوران کودکی یوریتومو، هیکی نو آما که شاهد نابودی خاندان هیکی بوده، در مقابل کوگیو که در حیاط خانه در حال بازی است، ظاهر می‌شود و نفرت را نسبت به میناموتو نو سانه‌تومو و خاندان هوجو به او القا کرد.

### قسمت سی و سوم
| شماره اپیزود  | نام ژاپنی | تلفظ      | ترجمه به فارسی | نام کارگردان | تاریخ پخش اصلی | امتیاز |
| ------------- | --------- | --------- | -------------- | ------------ | -------------- | ------ |
| قسمت سی و سوم | (修善寺)  | Shuzen-ji | شوزنجی         | سو سوئنناگا  | ۲۸ اوت ۲۰۲۲    | ۱۰٫۲٪  |

در کاماکورا، جایی که توکیماسا شیکن نایب‌السلطنه شد و یک سیستم سیاسی جدید تأسیس کرد، یوری‌ایه که در زندان بود، شروع به تحریک کردن ملازمان، از جمله هاتاکه‌یاما شیگه‌تادا و آداچی توئوموتو، از طریق ارتباط با «امپراتور بازنشسته» امپراتور گوتوبا کرد و آماده‌سازی برای تشکیل ارتش در حال انجام بود. زمانی که یوشیتوکی از این موضوع مطلع شد، تصمیم گرفت یوری‌ایه را بکشد، اما هوجو یاسوتوکی علیه پدرش (هوجو یوشیتوکی) شورش می‌کند. پس از آن، یوشیتوکی زن-جی و تو トウ (یک قاتل که شاگرد زن-جی است) را به معبد شوزنجی می‌فرستد. هوجو یاسوتوکی برای کمک به یوری‌ایه به معبد شوزنجی می‌رود و متوجه می‌شود که زن-جی قاتل در مراسمی جمعی حضور دارد و ناگهان به یوری‌ایه حمله می‌کند، اما یوری‌ایه شخصاً با شمشیر خود به زن-جی حمله می‌کند و او را زخمی می‌کند. سرانجام یوری‌ایه توسط تو トウ کشته می‌شود. زن-جی نیز که به شدت مجروح شده از محل می‌گریزد اما به عنوان انتقام کشتن والدین تو در زمان کودکی توسط تو トウ کشته می‌شود.

### قسمت سی و چهارم
| شماره اپیزود    | نام ژاپنی    | تلفظ           | ترجمه به فارسی | نام کارگردان      | تاریخ پخش اصلی | امتیاز |
| --------------- | ------------ | -------------- | -------------- | ----------------- | -------------- | ------ |
| قسمت سی و چهارم | (理想の結婚) | Risō no Kekkon | ازدواج دلخواه  | ساتورو ناکاایزومی | ۴ سپتامبر ۲۰۲۲ | ۱۱٫۹٪  |

یوشیتوکی از این واقعیت که او کسانی را که از نسل خاندان میناموتو هستند را به قتل رسانده، ناراحت است و کانن بودایی میناموتو نو یوریتومو (تندیس خدای نگهبان) را به پسرش یاسوتوکی می‌سپرد. تقریباً در همان زمان، با توصیه ریکو هوجو توکیماسا، او نقشه ای برای به دست گرفتن کنترل ولایت موساشی کشید و با دامادش، هاتاکه‌یاما شیگه‌تادا، که یکی از اعضای خاندان قدرتمند ولایت موساشی بود، درگیر شد. علاوه بر این، «ریکو» تصمیم می‌گیرد دختر عموی امپراتور گوتوبا، «چیو»، را همسر قانونی سانه‌تومو کند و تنها پسرش هوجو ماسانوری را به عنوان یک پیام‌رسان به کیوتو می‌فرستد. ماسانوری، که به کیوتو رفت، توسط هیراگا توموماسا، داماد توکیماسا و ریکو، که توسط میناموتو نو ناکاآکیرا، دستیار نزدیک امپراتور گوتوبا تحریک شده بود، مسموم می‌شود و می‌میرد. در همین حال، نیکایدو یوکیماسا (عضو شورای ۱۳ نفره) به یوشیتوکی نزدیک می‌شود تا نوه‌اش «نوئه» را به عنوان همسر سوم به ازدواج او دربیاورد، اما پسر یوشیتوکی به‌طور اتفاقی متوجه می‌شود که او صداقت ندارد اما به پدرش بدگویی او را نمی‌کند.

### قسمت سی و پنجم
| شماره اپیزود   | نام ژاپنی | تلفظ           | ترجمه به فارسی | نام کارگردان | تاریخ پخش اصلی  | امتیاز |
| -------------- | --------- | -------------- | -------------- | ------------ | --------------- | ------ |
| قسمت سی و پنجم | (苦い盃)  | Nigai Sakazuki | جام تلخ        | کیتا هوساکا  | ۱۱ سپتامبر ۲۰۲۲ | ۱۱٫۲٪  |

هنگامی که چیو 千世（ちよ） به کاماکورا می‌رسد، یک مراسم عروسی برای ازدواج او و شوگون سانه‌تومو برگزار می‌شود. با این حال، سانه‌تومو تنها و مضطرب از این واقعیت است که همه چیز بدون اطلاع او در حال پیشرفت است. از سوی دیگر، هیراگا توموماسا به دیدار «ریکو» می‌رود که پس از از دست دادن پسرش، برای اولین بار به به مسمومیت ماسانوری پی می‌برد. هیراگا توموماسا تمام تقصیرها را به گردن پسر هاتاکه‌یاما شیگه‌تادا‏، هاتاکه‌یاما شیگه‌یاسو می‌اندازد و ریکو را تحت تأثیر قرار می‌دهد تا از خاندان هاتاکه‌یاما انتقام گرفته شود. وقتی ریکو، که دروغ‌های هیراگا توموماسا را باور کرده است، از شوهرش توکیماسا می‌خواهد برای انتقام قلمرو هاتاکه‌یاما را تحت سلطه خود درآورد، او با نادیده گرفتن محدودیت‌های پسرانش یوشیتوکی و توکیفوسا موافقت می‌کند.

### قسمت سی و ششم
| شماره اپیزود  | نام ژاپنی  | تلفظ            | ترجمه به فارسی | نام کارگردان | تاریخ پخش اصلی  | امتیاز |
| ------------- | ---------- | --------------- | -------------- | ------------ | --------------- | ------ |
| قسمت سی و ششم | (武士の鑑) | Bushi no Kagami | آینه سامورایی  | سو سوئنناگا  | ۱۸ سپتامبر ۲۰۲۲ | ۱۲٫۴٪  |

هاتاکه‌یاما شیگه‌یاسو که چیزی نمی‌داند توسط یوشیمورا به یوئیگاهاما احضار می‌شود و کشته می‌شود. بعداً، هنگامی که هاتاکه‌یاما شیگه‌تادا از مرگ پسرش مطلع می‌شود، در رود فوتاماتا اردو می‌زند، یوشیتوکی با داوطلب شدن به عنوان فرمانده کل ارتش تعقیب کننده تلاش می‌کند تا از جنگ جلوگیری کند، اما مذاکره با هاتاکه‌یاما شیگه‌تادا شکست می‌خورد. شیگه‌تادا با با ارتشی کوچک با ارتشی بزرگی به رهبری یوشیتوکی نبرد سختی کرد و پس از درگیری با یوشیتوکی، توسط آیکو سوئه‌تاکا به انقیاد درآمد. (شورش هاتاکه‌یاما شیگه‌تادا‏). یوشیتوکی کشت دوست دوران کودکی اش شیگه‌تادا به دلیل جنایتی که مرتکب نشده، را موجب از بین رفتن وجهه خاندان هوجو می‌داند و به پدرش توکیماسا پیشنهاد می‌کند که دامادش، ایناگه شیگه‌ناری (پسرعموی شیگه‌تادا)، را مقصر انقیاد و اعدام او اعلام کنند اما با انجام این کار، نارضایتی ملازمان از توکیماسا افزایش می‌یابد. علاوه بر این، با افتتاح یک سیستم سیاسی جدید که ماساکو با ارائه خدمات به سامورایی‌ها پاداش می‌دهد، او اقتدار سیاسی را از توکیماسا سلب می‌کند.

### قسمت سی و هفتم
| شماره اپیزود   | نام ژاپنی            | تلفظ           | ترجمه به فارسی      | نام کارگردان    | تاریخ پخش اصلی  | امتیاز |
| -------------- | -------------------- | -------------- | ------------------- | --------------- | --------------- | ------ |
| قسمت سی و هفتم | (オンベレブンビンバ) | Onberebunbinba | اون به ره بون بینبا | نائوکی کوبایاشی | ۲۵ سپتامبر ۲۰۲۲ | ۱۲٫۶٪  |

ریکو که از اقدامات یوشیتوکی و ماساکو خشمگین شده است، قصد دارد یوشیمورا را به سمت خود جذب کند. طرح او این است که شوگون سانه‌تومو را مجبور کند تا راهب شود و هیراگا توموماسا را به عنوان ارباب جدید کاماکورا منصوب کند. در پاسخ، توکیماسا برای محافظت از ریکو با او همکاری می‌کند، حتی اگر می‌داند که نقشه او شکست خواهد خورد. از سوی دیگر، یوشیتوکی، که همه چیز را راجع به این نقشه از یوشیمورا می‌شنود، قصد دارد تا توکیماسا را تا زمانی که او مرتکب شورش شود، آزاد گذاشته و پنهانی تعقیب کند و از این طریق دلیل خوبی برای دستگیری توکیماسا به دست بیاورد. هنگامی که اطلاع می‌یابد شوگون سانه‌تومو توسط پدرش توکیماسا به اسارت گرفته شده، ارتش خود را به محاصره عمارت توکیماسا هدایت می‌کند. با این حال، ماساکو که درخواست ناامیدانه ریکو برای نجات شوهرش را می‌شنود و با عجله وارد محاصره عمارت می‌شود و از یوشیتوکی می‌خواهد که پدرشان را نکشد.

### قسمت سی و هشتم
| شماره اپیزود   | نام ژاپنی    | تلفظ              | ترجمه به فارسی               | نام کارگردان   | تاریخ پخش اصلی | امتیاز |
| -------------- | ------------ | ----------------- | ---------------------------- | -------------- | -------------- | ------ |
| قسمت سی و هشتم | (時を継ぐ者) | oki wo Tsugu Mono | شخصی که زمان را به ارث می‌برد | ترویوکی یوشیدا | ۲ اکتبر ۲۰۲۲   | ۱۱٫۷٪  |

توکیماسا که در شرف خودکشی بود، توسط تومویی نجات می‌یابد. پس از آن، یوشیتوکی به دلیل درخواست شوگون سانه‌تومو و ماساکو برای حفظ جان او از کشتن او صرف نظر می‌کند. توکیماسا، راهب می‌شود همراه با ریکو به ولایت ایزو تبعید می‌شود (حادثه ماکی شی). یوشیتوکی از این فرصت استفاده کرده و به جای توکیماسا شیکن (معاون شوگون) شده و مسئولیت حکومت شوگون‌سالاری را بر عهده می‌گیرد، به ملازمان خود در کیوتو دستور می‌دهد تا هیراگا توموماسا، که او را مقصر همه چیز می دان را دستگیر کنند. با این حال، امپراتور گو توبا عصبانیت خود را از یوشیتوکی به دلیل جابجایی یک ارتش بزرگ در کیوتو بدون اجازه او آشکار می‌کند.

### قسمت سی و نهم
| شماره اپیزود  | نام ژاپنی      | تلفظ                 | ترجمه به فارسی | نام کارگردان | تاریخ پخش اصلی | امتیاز |
| ------------- | -------------- | -------------------- | -------------- | ------------ | -------------- | ------ |
| قسمت سی و نهم | (穏やかな一日) | Odayaka na Ichinichi | یک روز آرام    | کیتا هوساکا  | ۱۶ اکتبر ۲۰۲۲  | ۱۲٫۰٪  |

پس از یک دوره کوتاه صلح در کاماکورا، ماساکو و می نگران بودند که میناموتو نو سانه‌تومو جانشینی نداشته باشد. همسر سانه‌تومو، «چیو»، نیز نگران این وضعیت بود، اما زمانی که سانه‌تومو اعتراف می‌کند که همجنس‌گرا است، نوعی دوستی بین این زوج شکل می‌گیرد. از سوی دیگر، هوجو یوشیتوکی قصد دارد سیستم چرخش ملازمان را پیاده کند تا از قدرت سایر گوکه‌نین‌ها بکاهد تا به خواست برادرش هوجو مونه‌توکی که می‌خواست خاندان هوجو در رأس سامورایی‌ها باشند، عمل کرده باشد و احتمال جنگ را از بین ببرد. علاوه بر این، او سیاست را به نفع کاماکورا-دونو مدیریت می‌کند، مانند فشار آوردن به سانه‌تومو برای تبدیل تایرا نو موریتسونا به یک ملازم در خدمت خود.

### قسمت چهلم
| شماره اپیزود | نام ژاپنی | تلفظ         | ترجمه به فارسی | نام کارگردان      | تاریخ پخش اصلی | امتیاز |
| ------------ | --------- | ------------ | -------------- | ----------------- | -------------- | ------ |
| قسمت چهلم    | (罠と罠)  | Wana to Wana | تله و تله‌ها    | ساتورو ناکاایزومی | ۲۳ اکتبر ۲۰۲۲  | ۱۱٫۳٪  |

در همین حال، هنگامی که دربار امپراتوری دستور بازسازی کان‌این (اقامتگاه امپراتور به جز کیوتو) را صادر می‌کند، ملازمان در کاماکورا به دلیل هزینه بالای آن که بر دوش آنها گذاشته می‌شود، از نارضایتی منفجر می‌شوند. یوشیتوکی از موقعیتی که در آن وادا یوشیموری را برداشتند و او را رهبر خود کردند احساس تلخی می‌کند. تقریباً در همان زمان، ایزومی چیکاهیرا، که توسط امپراتور بازنشسته گوتوبا دستور داده گرفته بود، نقشه ای برای کشتن یوشیتوکی طراحی کرد و وادا یوشیموری دو پسرش وادا یوشینائو و وادا یوشیشیگه و برادرزاده اش وادا تانه‌ناگا را به خدمت گرفت تا به او بپیوندند و در کاماکورا شورش ایجاد کنند (شورش ایزومی چیکاهیرا). یوشیتوکی با وقوع این شورش این فرصت خوب برای دستگییر وادا یوشیموری می‌بیند و اقدام‌های تحریک آمیزی مانند بستن برادرزاده اش با طناب وادا تانه‌ناگا در مقابل خاندان وادا و تبعید او، یوشیموری را که خواهان جنگ نبود، را تحریک و تشویق به جنگ می‌کند. او توانست با یوشیموری صلح کند. در ابتدا با این حال، زمانی که پسران یوشیموری، از جمله آساهینا یوشیهیده، در غیاب پدرشان ارتش تشکیل دادند، جنگ آغاز شد. یوشیموری برای تحت سلطه درآوردن یوشیتوکی، نبرد شدیدی را در مرکز شهر کاماکورا انجام داد، اما پس از متقاعد شدن برای تسلیم توسط سانه‌تومو، در نهایت فریب او یوشیتوکی  نتیجه داد و پس از انداختن سلاح کشته شد و شورش او شکست خورد. (نبرد وادا). در نتیجه، یوشیتوکی علاوه بر ماندوکورو بتتو (سرپرستی)، پست همزمان سامورایی-دوکورو بتتو (سرپرستی) را نیز دریافت کرد و گوکه‌نین برتر شد. از سوی دیگر، شوگون سانه‌تومو، که با فریب یوشیتوکی برای حفظ جان ملازم وفادارش یوشیموری او را متقاعد کرده بود تا تسلیم شود و سپس او در مقابل چشمان کشته شده بود، اعتماد خود را به یوشیتوکی از دست می‌دهد و تصمیم می‌گیرد که پس از آن فعالانه خود امور سیاسی را اداره کند و اعلام می‌کند که با کمک امپراتور گو توبا قدرتمند، جهانی صلح‌آمیز خواهد ساخت. یوشیتوکی از اینکه سانه‌تومو سعی می‌کند به دربار امپراتوری نزدیک شود، احساس خطر می‌کند.

### قسمت چهل و یکم
| شماره اپیزود   | نام ژاپنی              | تلفظ                            | ترجمه به فارسی          | نام کارگردان   | تاریخ پخش اصلی | امتیاز |
| -------------- | ---------------------- | ------------------------------- | ----------------------- | -------------- | -------------- | ------ |
| قسمت چهل و یکم | (義盛、お前に罪はない) | Yoshimori, Omae ni Tsumi wa Nai | یوشیموری، تو مقصر نیستی | ترویوکی یوشیدا | ۳۰ اکتبر ۲۰۲۲  | ۱۱٫۰٪  |

سانه‌تومو که می‌خواست کاماکورا را به خاندان میناموتو بازگرداند، فعالانه حکومت را با هوجو یاسوتوکی در کنار خود اداره می‌کرد و یوشیتوکی با ادعای نایب‌السلطنه بودن به مقابله با او می‌پردازد. تقریباً در همان زمان، میناموتو نو ناکاآکیرا، که به دستور گو توبا از کیوتو بازگشت، این طرح را ریخت که سانه‌تومو باید به مهندس سلسله سونگ «چن هکینگ» نزدیک شود و از سانه‌تومو خواست تا یک کشتی چینی بسازد.

### قسمت چهل و دوم
| شماره اپیزود   | نام ژاپنی    | تلفظ          | ترجمه به فارسی | نام کارگردان | تاریخ پخش اصلی | امتیاز |
| -------------- | ------------ | ------------- | -------------- | ------------ | -------------- | ------ |
| قسمت چهل و دوم | (夢のゆくえ) | Yume no Yukue | مقصد رؤیاها    | سو سوئنناگا  | ۶ نوامبر ۲۰۲۲  | ۱۱٫۳٪  |

سانه‌تومو این کار را انجام داد و گو توبا انتظار داشت که اقتدار سانه‌تومو با تکمیل یک کشتی عظیم عظیم افزایش یابد. یوشیتوکی با دیدن این وضعیت فکر کرد که کاماکورا توسط دربار امپراتوری تصاحب خواهد شد، بنابراین از هوجو توکیفوسا خواست نقشه‌های کشتی را دستکاری کند و طرح ساخت کشتی را از مسیر خارج کند. با این حال، بلافاصله پس از این، سانه‌تومو ناگهان اعلام کرد که او تبدیل به یک اوگوشو خواهد شد و از یک ارباب جدید کاماکورا از کیوتو استقبال خواهد کرد و ماساکو متوجه شد که سانه‌تومو بدون اطلاع او اقدام کرده است. در همین حال، کوگیوی راهب، که از کیوتو، جایی که در آن آموزش دیده، بازگشته است و مشتاق است تا کاماکورا-دونوی بعدی شود، از اینکه می‌فهمد او به معبد تسوروگائوکا هاچیمانگو منصوب خواهد شد، شوکه می‌شود.

### قسمت چهل و سوم
| شماره اپیزود   | نام ژاپنی    | تلفظ               | ترجمه به فارسی      | نام کارگردان                      | تاریخ پخش اصلی | امتیاز |
| -------------- | ------------ | ------------------ | ------------------- | --------------------------------- | -------------- | ------ |
| قسمت چهل و سوم | (資格と死角) | Shikaku to Shikaku | صلاحیت‌ها و نقاط کور | ترویوکی یوشیدا و هیتوشی ماتسوموتو | ۱۳ نوامبر ۲۰۲۲ | ۱۱٫۵٪  |

یوشیتوکی، «می» و یوشیمورا، دایه نیز به ایده‌های سانه‌تومو اعتراض دارند. برای سرکوب این نظرات، ماساکو به همراه توکیفوسا به کیوتو رفت او با دایه امپراتور گوتوبا، فوجیوارا نو کنشی ملاقات کرد و به او قول داد که پسر امپراتور گوتوبا، شاهزاده یوری‌هیتو را به عنوان ارباب بعدی کاماکورا (کاماکورا-دونوی بعدی) منصوب کند. با این حال، یوشیمورا که نمی‌خواهد آخرین فرصت برای قدرت گرفتن خاندان میئورا را از دست بدهد، به کوگیو (راهب) که از موضوع قتل پدرش تا به حال بی اطلاع مانده، می‌گوید که خاندان هوجو، یوری‌ایه و میناموتو نو ایچیمان را کشته و حکمرانی سانه‌تومو در کاخ کاماکورا را به ثبت رسانده است. کوگیوی راهب پس از اطلاع از حقیقت مرگ پدر و برادرش و یادآوری سخنان دایه هیکی نو آما از دوران کودکی اش، تصمیم می‌گیرد سانه‌تومو و یوشیتوکی را ترور کند.

### قسمت چهل و چهارم
| شماره اپیزود     | نام ژاپنی  | تلفظ          | ترجمه به فارسی | نام کارگردان | تاریخ پخش اصلی | امتیاز |
| ---------------- | ---------- | ------------- | -------------- | ------------ | -------------- | ------ |
| قسمت چهل و چهارم | (審判の日) | Shinpan no Hi | روز قضاوت      | کیتا هوساکا  | ۲۰ نوامبر ۲۰۲۲ | ۱۱٫۰٪  |

در کاماکورا، جایی که مراسم رسمی سانه‌تومو در شرف برگزاری است، کوگیوی راهب و یوشیمورا قصد دارند یوشیتوکی و سانه‌تومو را ترور کنند. یوشیتوکی با دانستن این موضوع پیشنهاد لغو مراسم را می‌دهد، اما وقتی از برنامه سانه‌تومو برای ترک کاماکورا و پیوستن به کاخ امپراتوری به کیوتو می‌شنود، تصمیم می‌گیرد از او صرف نظر کند. علاوه بر این، هنگامی که او تهدیدی از سوی میناموتو نو ناکاآکیرا دریافت می‌کند که در حال تحقیق در مورد مرگ یوری آیه برای بیرون راندن خانواده هوجو است، به تو トウ دستور می‌دهد تا او را ترور کند. تقریباً در همان زمان، سانه‌تومو که حقیقت مرگ یوری‌ایه را از میوشی نو یاسونوبو فهمید و ماساکو را مقصر می‌داند، از کوگیوی راهب عذرخواهی می‌کند و به کوگیوی راهب پیشنهاد می‌کند تا کاماکورا را از دست یوشیتوکی پس بگیرد، اما در عوض کوگیو او را فریبکار قلمداد می‌کند و تمایل او برای انتقام، از خود را تحریک می‌کند.

### قسمت چهل و پنجم
| شماره اپیزود    | نام ژاپنی      | تلفظ                 | ترجمه به فارسی      | نام کارگردان | تاریخ پخش اصلی | امتیاز |
| --------------- | -------------- | -------------------- | ------------------- | ------------ | -------------- | ------ |
| قسمت چهل و پنجم | (八幡宮の階段) | Hachimangū no Kaidan | پله‌های معبد هاچیمان | دایسوکه آندو | ۲۷ نوامبر ۲۰۲۲ | ۶٫۲٪   |

یوشیتوکی طبق برنامه به مراسم می‌رود، اما زمانی که توトウ در ترور او شکست می‌خورد و دستگیر می‌شود، میناموتو نو ناکاآکیرا شواهد قاطعی دارد که یوشیتوکی دستور ترور او را داده و نقش او را به عنوان حامل شمشیر تشریفاتی در صف همراهان شوگون در هنگام بالا رفتن از پله‌های معبد را بر عهده می‌گیرد. با این حال، بلافاصله پس از آن، میناموتو نو ناکاآکیرا با یوشیتوکی اشتباه شد و توسط کوگیو کشته شد، و سانه‌تومو که به پیشگویی «دوشیزه عبادتگاه متحرک» اعتقاد داشت، سرنوشت خود را پذیرفت، و در برابر حمله به خود توسط کوگیو مقاومت نکرد و توسط او کشته شد.
یوشیتوکی سعی می‌کند کاماکورا را به فرمان خودش دربیاورد، اما یاسوتوکی سد راه او می‌شود. در همین حال، میئورا یوشیمورا که نگران ترور نافرجام یوشیتوکی است، کوگیو که به عمارت او فرار کرده است را، می‌کشد، سر خود را ارائه می‌دهد و در مقابل دیگر ملازمان به یوشیتوکی سوگند وفاداری می‌دهد. همچنین ماساکو پس از از دست دادن همزمان پسر و نوه اش از روی ناامیدی سعی می‌کند خودکشی کند، اما توسط تو トウ متقاعد می‌شود که تسلیم شود. سپس، او تلاش می‌کند به زادگاهش ولایت ایزو بازگردد، اما یوشیتوکی مانع او می‌شود. یوشیتوکی که پس از این حادثه احساس می‌کرد که توسط بهشت/آسمان محافظت می‌شود، به مجسمه‌ساز بودایی «اونکی» دستور داد «مجسمه ای از خود به عنوان یکی با خدایان و بودا» بسازد.

### قسمت چهل و ششم
| شماره اپیزود   | نام ژاپنی        | تلفظ                 | ترجمه به فارسی  | نام کارگردان | تاریخ پخش اصلی | امتیاز |
| -------------- | ---------------- | -------------------- | --------------- | ------------ | -------------- | ------ |
| قسمت چهل و ششم | (将軍になった女) | Shōgun ni Natta Onna | زنی که شوگون شد | سو سوئنناگا  | ۴ دسامبر ۲۰۲۲  | ۱۱٫۳٪  |

در کاماکورا، جایی که کاماکورا-دونو غایب است، آوا نو تسوبونه (خواهر یوشیتوکی) نقشه می‌کشد تا پسرش آنو توکیموتو را در شوگون‌سالاری کاماکورا به منصب شوگونی برساند. یوشیتوکی با اعتقاد به اینکه توکیموتو که خون گنجی دارد، منبع فاجعه خواهد بود، یوشیتوکی با پسرخاله‌اش، میئورا یوشیمورا متحد می‌شود که ریشه فتنه را بسوزاند و توکیموتو را که ارتش تشکیل داده بود به عنوان یک خائن مجبور به خودکشی می‌کند. او همچنین قصد دارد سر خواهرش آوا نو تسوبونه را قطع کند، اما متقاعد کردن ماساکو این عمل را به تعویق می‌اندازد. تقریباً در همان زمان، همسرش «نوئه» نیز تمایل خود را برای به قدرت رسیدن را آشکار می‌کند و نقشه می‌کشد تا پسرش هوجو ماسامورا را جانشین پسر ارشد یوشیتوکی کند. از سوی دیگر، یوشیتوکی می‌خواهد در اسرع وقت در مورد کاماکورا-دونو تصمیم بگیرد تا آشفتگی بین ملازمان را آرام کند، اما او می‌خواهد دربار فردی را بفرستد که به راحتی تحت کنترل او قرار بگیرد. پس از این، یوشیتوکی، برادرش توکیفوسا را با ۱۰۰۰ سرباز سواره نظام به کیوتو می‌فرستد تا دربار امپراتوری را تهدید کند تا وضعیتی را که مذاکرات هیچ پیشرفتی نداشت را تغییر دهد. در پاسخ، امپراتور گوتوبا، توکیفوسا را به مسابقه ای با توپ دعوت کرد، او با شناخت مهارت‌های توکیفوسا موافقت کرد که فردی را به کاماکورا بفرستد تا جایگزین شاهزاده امپراتوری شود. جیئن (راهب بودایی) از کاماکورا بازدید می‌کند و گزارش می‌دهد که «میتورا» (دو ساله) (کوجو یوریتسونه) ارباب جدید کاماکورا (سکه‌شوگون) خواهد شد. وقتی ماساکو این را می‌شنود، خود را به عنوان «آما شوگون» (شوگون راهبه) معرفی می‌کند تا سرپرست «میتورا» شود و پس از به دست آوردن چنین مقامی خواهرش آوا نو تسوبونه را از زندان آزاد می‌کند.
در کیوتو، امپراتور گوتوبا از وضعیت فعلی که همه چیز مطابق میل یوشیتوکی پیش می‌رفت، ناراضی بود. در همین حال، میناموتو نو یوریموچی، عصبانی از اینکه میئورا به عنوان ژنرال بعدی انتخاب شد، ارتش تشکیل می‌دهد و در کیوتو درگیری و جنگ بین خاندان گنجی رخ می‌دهد. هنگامی که جیجیودن (بخشی از قصر هی‌آن) و گنجینه‌ها به دلیل اختلاف بر سر جانشینی گنجی سوختند، خشم گوتوبا به اوج خود می‌رسد. در نتیجه، امپراتور گوتوبا تصمیم می‌گیرد به جنگ با سامورایی‌های کاماکورا برود، به کاماکورا دستور می‌دهد تا هزینه بازسازی کاخ امپراتوری را بپردازند، تا از آن برای آماده شدن برای تشکیل ارتشی برای دربار استفاده کند.

### قسمت چهل و هفتم
| شماره اپیزود    | نام ژاپنی            | تلفظ                     | ترجمه به فارسی                 | نام کارگردان                     | تاریخ پخش اصلی | امتیاز |
| --------------- | -------------------- | ------------------------ | ------------------------------ | -------------------------------- | -------------- | ------ |
| قسمت چهل و هفتم | (ある朝敵、ある演説) | Aru Chōteki, Aru Enzetsu | یک روز صبح یک دشمن، یک سخنرانی | ترویوکی یوشیدا و تاکاهیرو یاگوچی | ۱۱ دسامبر ۲۰۲۲ | ۱۱٫۹٪  |

در میان جو ناآرامی بین کاماکورا و دربار امپراتوری، یاسوتوکی که نگران امنیت پدرش بود، کانن بودایی یوریتومو را به یوشیتوکی بازگرداند. پس از آن، امپراتور گوتوبا با انجام یک نفرین گسترده، دست نشانده‌ها را ناراحت کرد و در همان زمان دستور دستگیری و کشتن یوشیتوکی را به دست نشاندگان کاماکورا صادر کرد. سرانجام، به دستور برادرش یوشیمورا، به میئورا تانه‌یوشی و فوجیوارا نو هیده‌یاسو، که سایمن نو بوشی بودند، دستور داد که به کیوتو نزدیک شوند و زنگ خطر را برای دستگیری یوشیتوکی به صدا درمی‌آورد. از سوی دیگر، یوشیتوکی از گزارش‌های میئورا یوشیمورا و «ناگانوما مونه‌ماسا» متوجه می‌شود که دستور امپراتور گوتوبا برای تعقیب و کشتن او به نگهبانانش صادر شده است، او معتقد بود که او نمی‌تواند کاماکورا را در معرض جنگ قرار دهد، او یاسوتوکی و توکیفوسا را به عهده گرفت و سعی کرد سر خود را به دربار امپراتوری تقدیم کند. با این حال، ماساکو نمی‌خواهد برادر کوچک‌ترش که تا کنون فداکارانه از کاماکورا محافظت می‌کرده بمیرد، بنابراین حقیقت را در مقابل رعیت‌هایی که در کاخ جمع شده‌اند فاش می‌کند و از آنها می‌خواهد که وارد عمل شوند. گوکه‌نین‌ها، با الهام و متحد شدن از این سخنرانی، تصمیم به مبارزه با کانگون (ارتش دولتی) گرفتند. پس از تصمیم‌گیری برای اعزام نیرو به کیوتو به توصیه هیروموتو و یاسونوبو، یاسوتوکی به عنوان یک گروه پیشرو با ۱۷ سواره نظام از جمله تایرا نو موریتسونا از کاماکورا حرکت کرد و عمویش هوجو توکیفوسا، برادر کوچکتر و دیگران به او پیوستند. او لشکری بزرگ به رهبری امپراتور، کانگون (ارتش دولتی) را شکست داد و وارد پایتخت شد. با شنیدن این خبر، یوشیتوکی شروع به پرداختن به جنگ پس از پایان جنگ کرد و اولین سامورایی بود که در دربار امپراتوری قضاوت کرد و تصمیم گرفت امپراتور گوتوبا را به جزایر اوکی (جنگ جوکیو) تبعید کند.

### قسمت چهل و هشتم
| شماره اپیزود    | نام ژاپنی  | تلفظ          | ترجمه به فارسی | نام کارگردان   | تاریخ پخش اصلی | امتیاز |
| --------------- | ---------- | ------------- | -------------- | -------------- | -------------- | ------ |
| قسمت چهل و هشتم | (報いの時) | Mukui no Toki | کیفردهی توکی   | ترویوکی یوشیدا | ۱۸ دسامبر ۲۰۲۲ | ۱۴٫۸٪  |

یوشیتوکی از بزرگ‌ترین بحران زندگی خود گذر می‌کرد، و یک روز ناگهان بیهوش می‌شود. پس از آن، او برای مدتی به امور سیاسی بازگشت، اما بلافاصله پس از تلاش برای از بین بردن مجسمه چوبی زشتی که اونکی از تصویر او حک کرده بود، دوباره بیهوش شد. وقتی یوشیتوکی از تشخیص پزشک متوجه می‌شود که او مسموم شده و متقاعد می‌شود که همسر سومش، ایگا نو کاتا (نوئه)، سم را به خورد او داده است. پس از این، نوئه که توسط یوشیتوکی تحت فشار برای بازگویی واقعیت قرار می‌گیرد، نارضایتی خود را از یوشیتوکی، که هوجو یاسوتوکی (پسر نخستین زنش یائه، آوا نو تسوبونه) را به جای پسر نوئه هوجو ماسامورا به عنوان جانشین خود انتخاب کرده بود ابراز کرد و فاش می‌کند که زهر را از میئورا یوشیمورا گرفته است و عمارت او را ترک می‌کند. با شنیدن این حرف، یوشیتوکی برای پی بردن به احساسات واقعی یوشیمورا، به عنوان بهترین دوستش، از یوشیمورا می‌خواهد که پسرش یاسوتوکی را در آینده یار و یاور باشد. در همان زمان، یاسوتوکی که می‌خواست دنیای جدیدی را بدون هدر دادن اقدامات پدرش ایجاد کند، با حمایت همسرش هاتسو، قوانینی را ایجاد کرد که سامورایی‌ها باید از آنها پیروی کنند، که حتی ملازمان بی‌سواد هم می‌توانستند آن را درک کنند (گوسیبای شیکیموکو). در همین حال، ماساکو که برای دیدار یوشیتوکی آمده بود، می‌گوید گاهی به آن فکر می‌کنم. مردم در آینده دربارهٔ ما چه فکری خواهند کرد؟ شاید اینکه «شما شرورهای بزرگی هستید که امپراتور را به جزیره‌ای تبعید کردید.» یوشیتوکی در جواب می‌گوید: «با این حال، از زمان مرگ میناموتو نو یوریتومو خون‌های بسیاری بر زمین ریخته شده:
1. کاجیوارا-دونو
2. زنجو-دونو
3. هیکی-دونو
4. نیتّا-دونو
5. یوری‌ایه-ساما
6. هاتاکه‌یاما شیگه‌تادا
7. ایناگه دونو
8. هیراگا-دونو
9. وادا-دونو
10. ناکاآکیرا-دونو
11. سانه‌تومو-ساما
12. کوگیو-دونو
13. توکیموتو-دونو

فقط همین‌ها ۱۳ نفر می‌شوند که کشته شده‌اند.»
همین هنگام ماساکو متوجه می‌شود که پسرش، میناموتو نو یوری‌ایه، به دلیل بیماری نمرده است، بلکه به دستور یوشیتوکی کشته شده است.
علاوه بر این، یوشیتوکی به او اطلاع می‌دهد که جنبشی برای بازگرداندن امپراتور چوکیو، که در جنگ قبلی از سلطنت خلع شده بود و از نوادگان امپراتور گوتوبا است، وجود دارد و او در تلاش است تا جان این امپراتور جوان را بگیرد. با شنیدن این حرف، ماساکو می‌فهمد که یوشیتوکی سعی می‌کند تمام خشم و نفرین‌ها را برای پیشرفت و به قدرت رساندن پسرش یاسوتوکی به جان بخرد، و برای اینکه برادر کوچکترش دست‌هایش را بیشتر از این آلوده نکند، پادزهر را جلوی یوشیتوکی که از زهر بیمار شده است روی زمین می‌ریزد. هنگامی که یوشیتوکی مرگ خود را ناگزیر می‌بیند، به ماساکو می‌سپرد تا کانن بودایی (مجسمه خدای نگهبان) یوریتومو را به یاسوتوکی بدهد و سپس در حالی که ماساکو در کنار اوست، می‌میرد.

## جوایز
| سال  | جایزه                                     | دسته‌بندی                     | گیرنده         | نتیجه    | مرجع. |
| ---- | ----------------------------------------- | ---------------------------- | -------------- | -------- | ----- |
| ۲۰۲۳ | شانزدهمین جشنواره بین‌المللی درام در توکیو | بهترین مجموعه تلویزیونی درام | ۱۳ ارباب شوگون | نامزدشده | [ ۶ ] |
| ۲۰۲۳ | شانزدهمین جشنواره بین‌المللی درام در توکیو | بهترین بازیگر                | شون اوگوری     | برنده    | [ ۶ ] |